# 2014
2014 (MMXIV) byl rok, který v souladu s gregoriánským kalendářem začal ve středu 1. ledna 2014 a skončil ve středu 31. prosince 2014.

## Události

### Česko
- 1. ledna
  - Začal být účinný nový občanský zákoník.
  - Palestinský velvyslanec Džamál al-Džamál podlehl zraněním způsobenými explozí v jeho služebním bytě v Praze Suchdole.
- 6. ledna – Zástupci vznikající koalice ČSSD, ANO a KDU-ČSL podepsali koaliční smlouvu.
- 7. ledna – Martin Červíček byl odvolán z funkce policejního prezidenta, staronovým prezidentem se stal Petr Lessy (působil do 28. února).
- 17. ledna – Bohuslav Sobotka byl jmenován předsedou vlády České republiky.
- 29. ledna – Byla jmenována vláda Bohuslava Sobotky.
- 11. února – Expremiér Petr Nečas byl obviněn z podplácení v tzv. kauze Nagyová.
- 13. duben – Novým policejním prezidentem se stal Tomáš Tuhý.
- 23.–24. května – V Česku se konaly volby do Evropského parlamentu. Volilo se 21 europoslanců z celkového počtu 751.
- 27. května – Bývalý náměstek MPSV Vladimír Šiška byl za machinace s IT zakázkami ministerstva a za vydírání odsouzen k šesti letům vězení.
- 8. července – Armáda České republiky utrpěla největší ztrátu v novodobých dějinách, kdy při sebevražedném útoku poblíž letecké základny Bagrám zemřeli čtyři čeští vojáci, spolu s dalšími 12 tamními oběťmi. Pátý český voják byl těžce raněn a 14. července zemřel.
- 21. července – Vláda Bohuslava Sobotky vybrala nového eurokomisaře. Stane se jím ministryně pro místní rozvoj Věra Jourová, která ve výběru porazila Pavla Mertlíka.
- 25. srpna – Ve sporu o amnestii Václava Klause soud schválil smír, podle něhož se bývalý hradní právník Pavel Hasenkopf na vyhlášeném znění amnestie nepodílel.
- 1. září – Pavel Hasenkopf podal na Vratislava Mynáře trestní oznámení pro pomluvu ohledně Mynářova výroku, že Hasenkopf je jedním z autorů amnestie Václava Klause.
- 4. září – Ve Vilémově se zřítil most, na kterém probíhala rekonstrukce. Zemřeli čtyři dělníci, další dva byli zraněni.
- 10. září – Kandidátka na českou eurokomisařku Věra Jourová získala portfolio spravedlnosti, spotřebitelské politiky a rovnosti pohlaví.
- 20. září – Náčelník Generálního štábu Armády ČR Petr Pavel byl zvolen předsedou vojenského výboru NATO.
- 24. září – Na Pražský hrad se dostal výhružný dopis adresovaný prezidentovi Miloši Zemanovi s bílým práškem. Případ šetří policie.
- 3. října – Prezident Miloš Zeman přijal demisi ministryně pro místní rozvoj Věry Jourové.
- 7. října – Evropský parlament schválil nominaci Věry Jourové na post eurokomisařky pro spravedlnost, spotřebitelskou politiku a rovnost pohlaví.
- 10. října a 11. října – proběhly volby do Senátu Parlamentu České republiky, volby do zastupitelstev obcí a volby do Zastupitelstva hlavního města Prahy. Ve volbách uspěly především vládní strany ČSSD, ANO a KDU-ČSL.
- 14. října – Žena trpící schizofrenii pobodala na obchodní akademii ve Žďáru nad Sázavou tři studenty a zasahujícího policistu. Jeden ze studentů útok nepřežil.
- 16. října – Ve Vrběticích došlo k výbuchu muničního skladu č. 16. Na místě zahynuli dva zaměstnanci skladu, došlo k evakuaci obyvatel přilehlých obcí.
- 17. října a 18. října – Proběhlo druhé kolo voleb do Senátu Parlamentu České republiky. Ve volbách uspěly především vládní strany ČSSD, ANO a KDU-ČSL.
- 1. prosince – Ledovková kalamita ochromila hromadnou dopravu v ČR a dodávky elektřiny v mnoha regionech. Tramvajová doprava v Praze dokonce poprvé ve své historii zažila úplné zastavení provozu. Do normálu se dopravní i energetická situace vrátila až 3. prosince.
- 3. prosince – Ve Vrběticích došlo k dalšímu výbuchu muničního skladu č. 12. Opět proběhla evakuace obyvatel přilehlých obcí, oba dva výbuchy jsou vyšetřovány jako úmyslný trestný čin.

### Svět
- 1. ledna
  - Řecko se ujalo předsednictví EU.

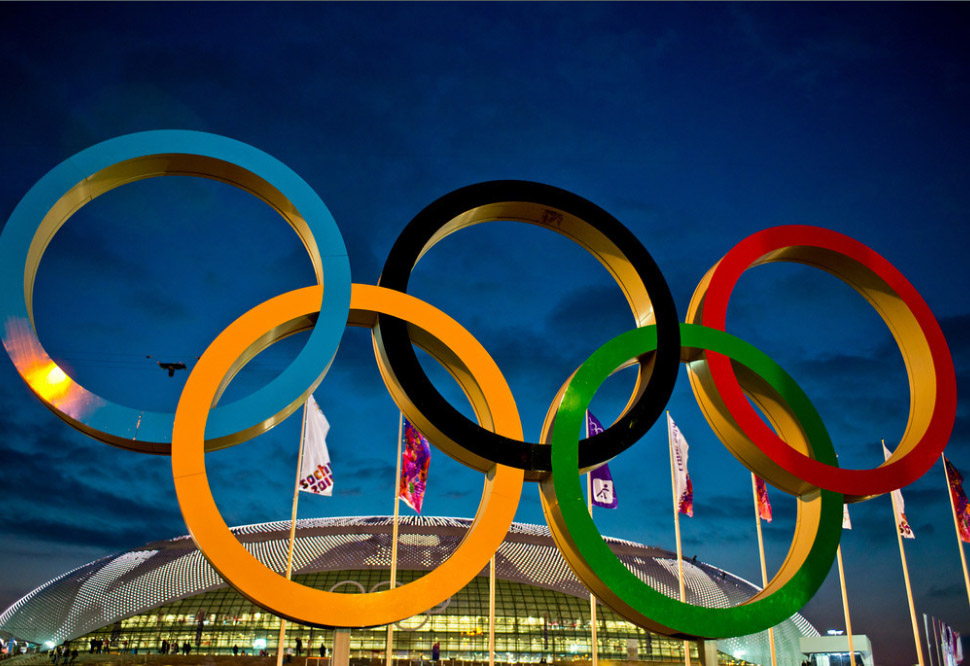
Zimní olympijské hry v Soči

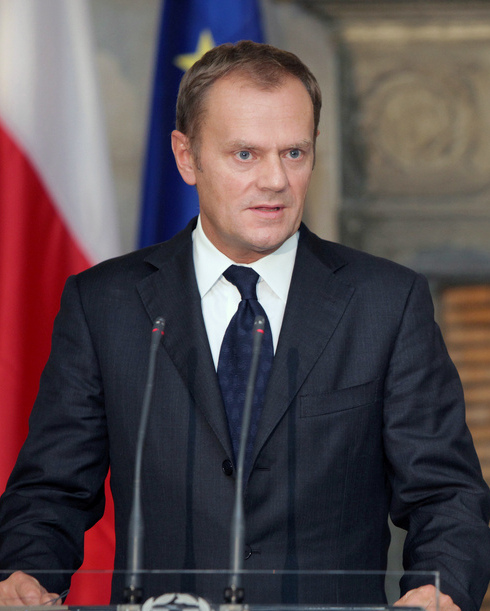
Donald Tusk se stal předsedou Evropské rady

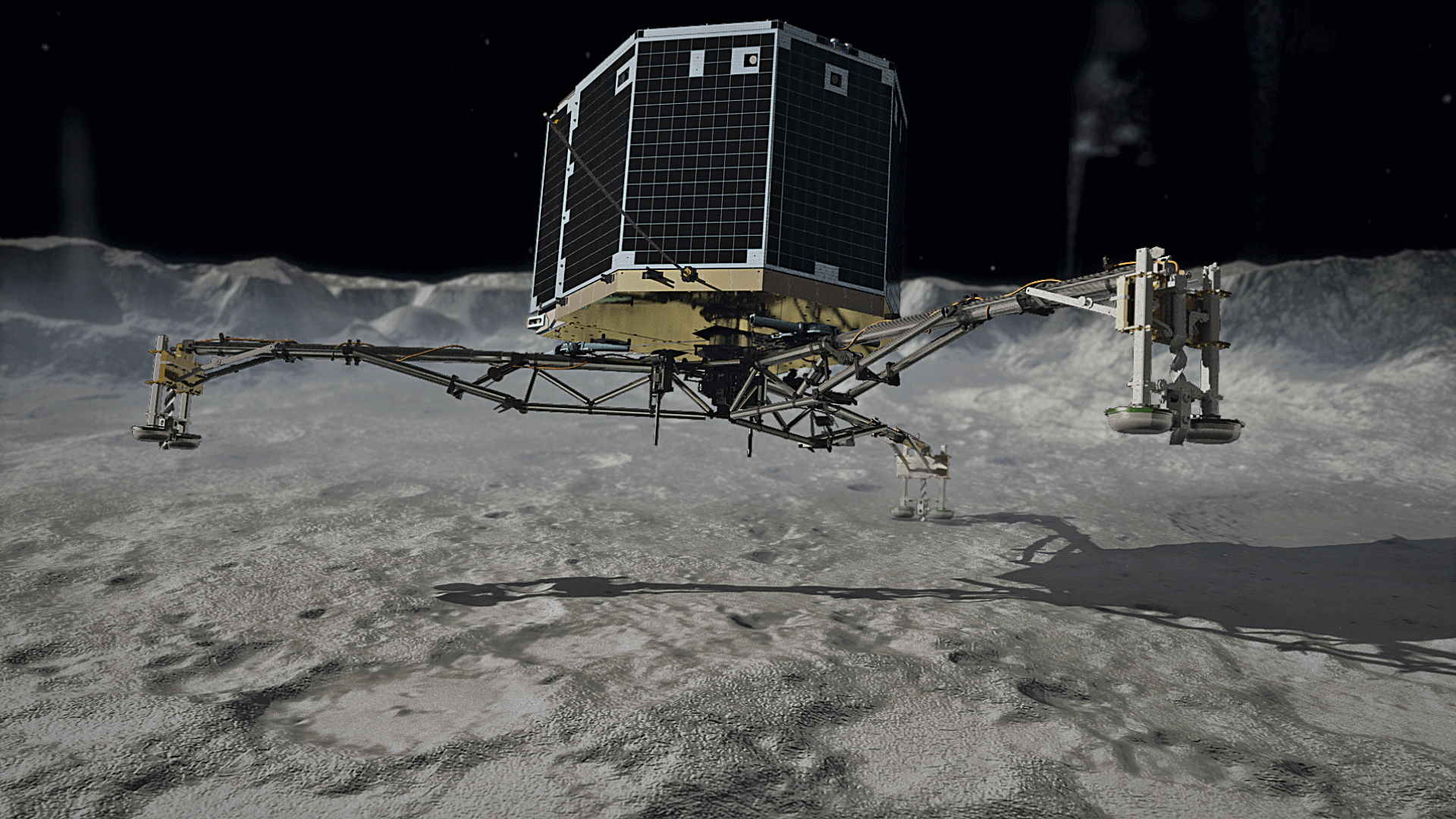
První přistání lidského stroje na kometě

  - Lotyšsko se stalo 18. členem eurozóny.
- 10. ledna – Byl uveřejněn seznam kandidátů na prezidenta Slovenska.
- 11. ledna – Byla zrušena Lidová strana – Hnutí za demokratické Slovensko.
- únor – Sociální nepokoje v Bosně a Hercegovině
- 7. února – Byly zahájeny zimní olympijské hry v ruském Soči, které skončily 23. února.
- 18. února – Naplno vypukly nepokoje na Ukrajině.
- 22. února – Konala se konzistoř s jmenováním nových kardinálů.
- 2. března – předávání Oscarů (Cen Akademie)
- 6. března – Krymský parlament přijal rozhodnutí o připojení Krymu k Rusku, viz článek Krymská krize.
- 7. března – Byly zahájeny zimní paralympijské hry v ruském Soči, které skončily 16. března.
- 8. března – Letadlo letu Malaysia Airlines 370 s 239 osobami na palubě zmizelo nad Thajským zálivem a zřejmě se později zřítilo v oblasti Indického oceánu.
- 16. března
  - V krymském referendu byl uznán vznik Republiky Krym, která požádala o přičlenění k Ruské federaci.
  - Parlamentní volby v Srbsku
- 27. března – kometa 17P/Holmes prošla perihéliem.
- 29. března – Slovenským prezidentem zvolen Andrej Kiska, v druhém kole prezidentských voleb porazil Roberta Fica.
- 6. dubna – V maďarských parlamentních volbách zvítězila strana Fidesz.
- 8. dubna – Byla ukončena podpora operačního systému Windows XP a kancelářského balíku Microsoft Office 2003.
- 17. dubna – Nedaleko korejského ostrova Čedžu se potopil trajekt. Pohřešuje se 300 lidí.
- 27. dubna – kanonizace Jana XXIII. a Jana Pavla II. v Římě
- 29. dubna – prstencové zatmění Slunce na jižní polokouli
- květen
  - Při povodních na Balkáně zahynulo 44 lidí.
  - Nepokoje v Abcházii
- 2. května – Požár Domu odborů v Oděse
- 9.–25. května – V Minsku proběhlo 78. mistrovství světa v ledním hokeji.
- 11. května – Uskutečnilo se referendum Doněcké lidové republiky a Luhanské lidové republiky o samostatnosti. Přes 90 procent lidí se vyslovilo pro samostatnost.
- 24. května – Zástupci Luhanské lidové republiky a Doněcké lidové republiky podepsali dohodu o spojení a vytvoření státního útvaru „Nové Rusko“.
- 22.–25. května – Konaly se volby do Evropského parlamentu. Volilo se 751 europoslanců.
- 25. května
  - Dalia Grybauskaitė byla znovuzvolena litevskou prezidentkou.
  - V prezidentských volbách na Ukrajině byl zvolen Petro Porošenko.
- 2. června – Španělský král Juan Carlos I. abdikoval a za svého nástupce určil svého syna Filipa.
- 4. a 5. června – Konal se 40. summit G8 v Bruselu.
- 7. června – Petro Porošenko složil prezidentskou přísahu a stal se prezidentem Ukrajiny.
- 8. června – Abd al-Fattáh as-Sísí složil prezidentskou přísahu a stal se prezidentem Egypta.
- 15. června – Andrej Kiska složil prezidentskou přísahu a stal se prezidentem Slovenska.
- 18. června – Vůdci vojenského převratu v Turecku z roku 1980 Kenan Evren a Tahsin Şahinkaya byli odsouzeni na doživotí.
- 10. června – V izraelských prezidentských volbách byl zvolen Re'uven Rivlin
- 12. června – V Brazílii začalo 20. mistrovství světa ve fotbale.
- 19. června – Filip, asturský kníže složil přísahu a stal se králem Španělska jako Filip VI. Španělský
- 1. července – Itálie se ujala předsednictví EU.
- 13. července – Mistry světa ve fotbale se stala německá fotbalová reprezentace.
- 15. července – Novým předsedou Evropské komise se stal bývalý lucemburský premiér Jean-Claude Juncker.
- 17. července – V oblasti bojů na východní Ukrajině byl sestřelen Boeing 777 malajsijských aerolinií. Zemřelo všech 298 osob na palubě.
- 10. srpna – V historicky první přímé prezidentské volbě v Turecku byl zvolen premiér Recep Tayyip Erdoğan.
- 16.–28. srpna – Letní olympijské hry mládeže 2014 v čínském Nankingu
- 19. srpna – Americký novinář James Foley byl popraven v syrské poušti neznámým islámským radikálem, jeho smrt vyvolala v západním světe vlnu pobouření.
- 24. srpna – Meziplanetární sonda New Horizons prolétla blízko L5 soustavy Slunce–Neptun.
- 28. srpna – Recep Tayyip Erdoğan složil prezidentskou přísahu a stal se prezidentem Turecka.
- 30. srpna – Polský premiér Donald Tusk byl na summitu Evropské unie zvolen předsedou Evropské rady.
- 2. září – Další americký novinář Steven Sotloff byl popraven v syrské poušti neznámým islámským radikálem, stejně jako James Foley v srpnu.
- 6. září – Počet nakažených ebolou při celoroční epidemii se přehoupl přes 4 000.
- 8. září – Britský následník trůnu Princ William a jeho manželka Kate oznámili, že čekají druhé dítě.
- 13. září – Islámští radikálové popravili dalšího západního zajatce, tentokrát jím byl britský humanitární pracovník David Haines.
- 18. září – Ve Skotsku proběhlo referendum o nezávislosti na Spojeném království. Pro odtržení od Británie hlasovalo 44,7% lidí, proti 55,3% lidí, Skotsko tak zůstane její součástí.
- 3. října – Islámští radikálové popravili dalšího západního zajatce, stal se jím opět britský humanitární pracovník Alan Henning.
- 16. října – Zanikla europarlamentní frakce Evropa svobody a přímé demokracie, 20. října byla opět obnovena.
- 4. listopadu – Byl spuštěn první pilíř evropské bankovní unie, tj. jednotný dohled ECB nad evropskými systémově významnými bankami.
- 9. listopadu – V Katalánsku začalo symbolické hlasování o nezávislosti na Španělsku.
- 12. listopadu – Přistál modul Philae jako historicky první lidský stroj na kometě.
- 15. listopadu
  - Islámští radikálové popravili dalšího západního zajatce, stal se jím americký humanitární pracovník Peter Kassig.
  - Komunální volby na Slovensku
- 15. a 16. listopadu – Summit G20 v Brisbane
- 1. prosince – Druhým předsedou Evropské rady se stal Donald Tusk.
- 16. prosince
  - Hra Subnautica byla vydána v předběžném přístupu
  - Ozbrojenci ze skupiny Tahrík-e Tálibán-e Pákistán spáchali masakr v péšávarské vojenské škole. Útok si vyžádal 141 obětí většinu z nich tvořili děti.
- 28. prosince – Na cestě ze Surabaje do Singapuru se ztratilo letadlo malajsijské společnosti AirAsia se 162 lidmi na palubě.
- 31. prosince – Spojené státy americké a Spojené království stáhli své jednotky z Afghánistánu.

## Celoroční události
- Rok rodinných farem (OSN)
- Rok české hudby
- Rok krystalografie (OSN)
- Tzv. supervolební rok v České republice (volby do Europarlamentu, do zastupitelstev obcí a do 1/3 Senátu)
- Ukrajinská krize
- Epidemie eboly v západní Africe

## Narození
- 20. února – Leonor Švédská, dcera švédské princezny Madeleine
- 10. prosince
  - Jakub Monacký, syn monackého knížete Alberta II., následník trůnu
  - Gabriela Monacká, dcera monackého knížete Alberta II., monacká princezna

## Úmrtí

### Česko

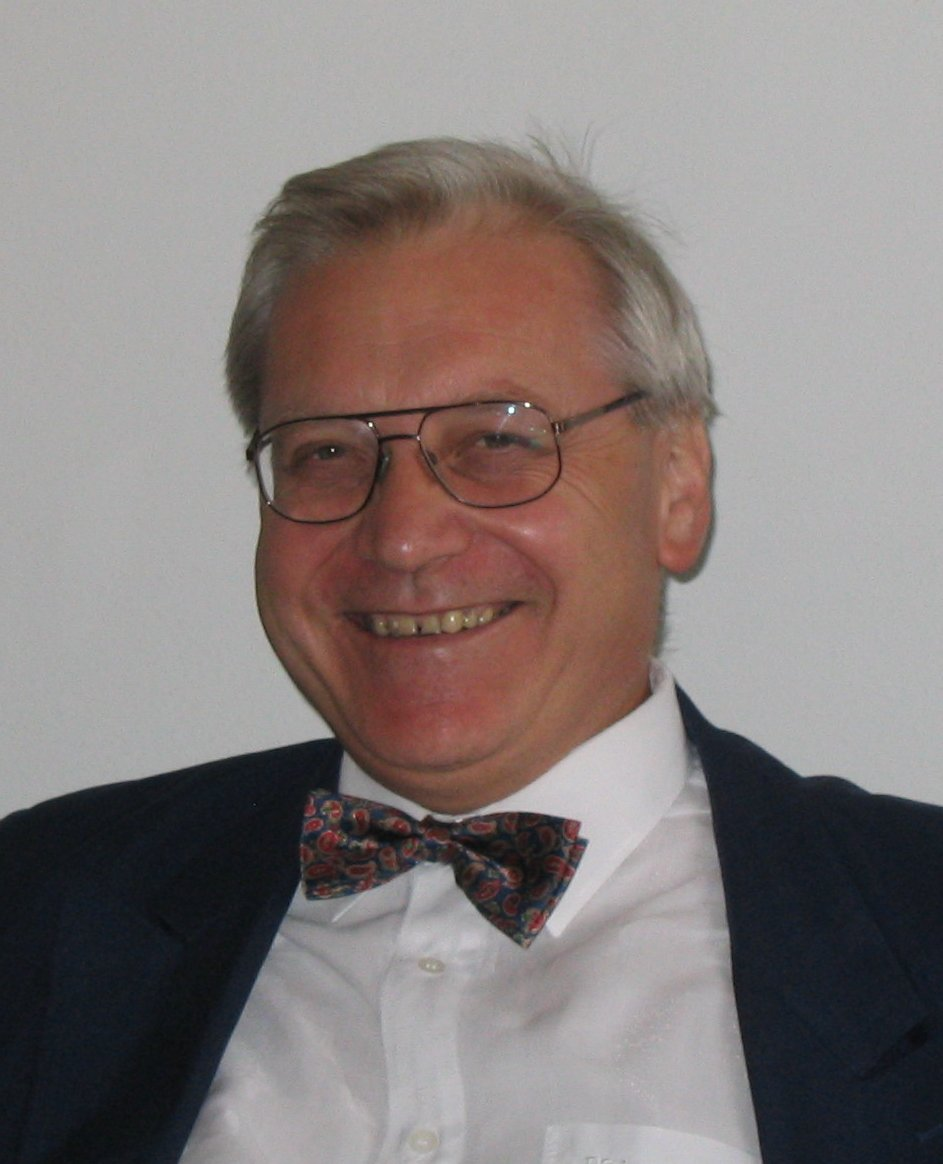
Petr Hlaváček († 10. ledna)

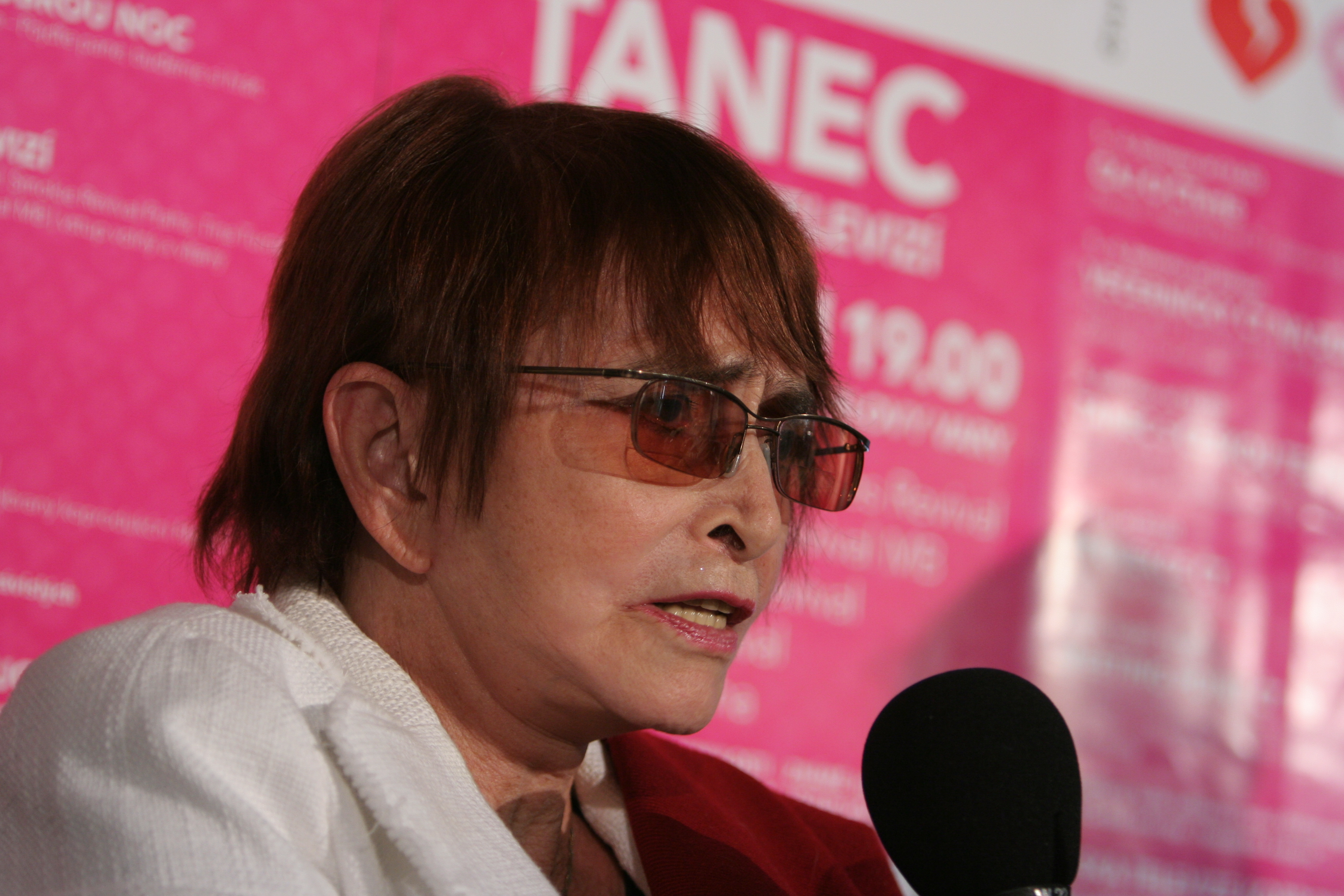
Věra Chytilová († 12. března)

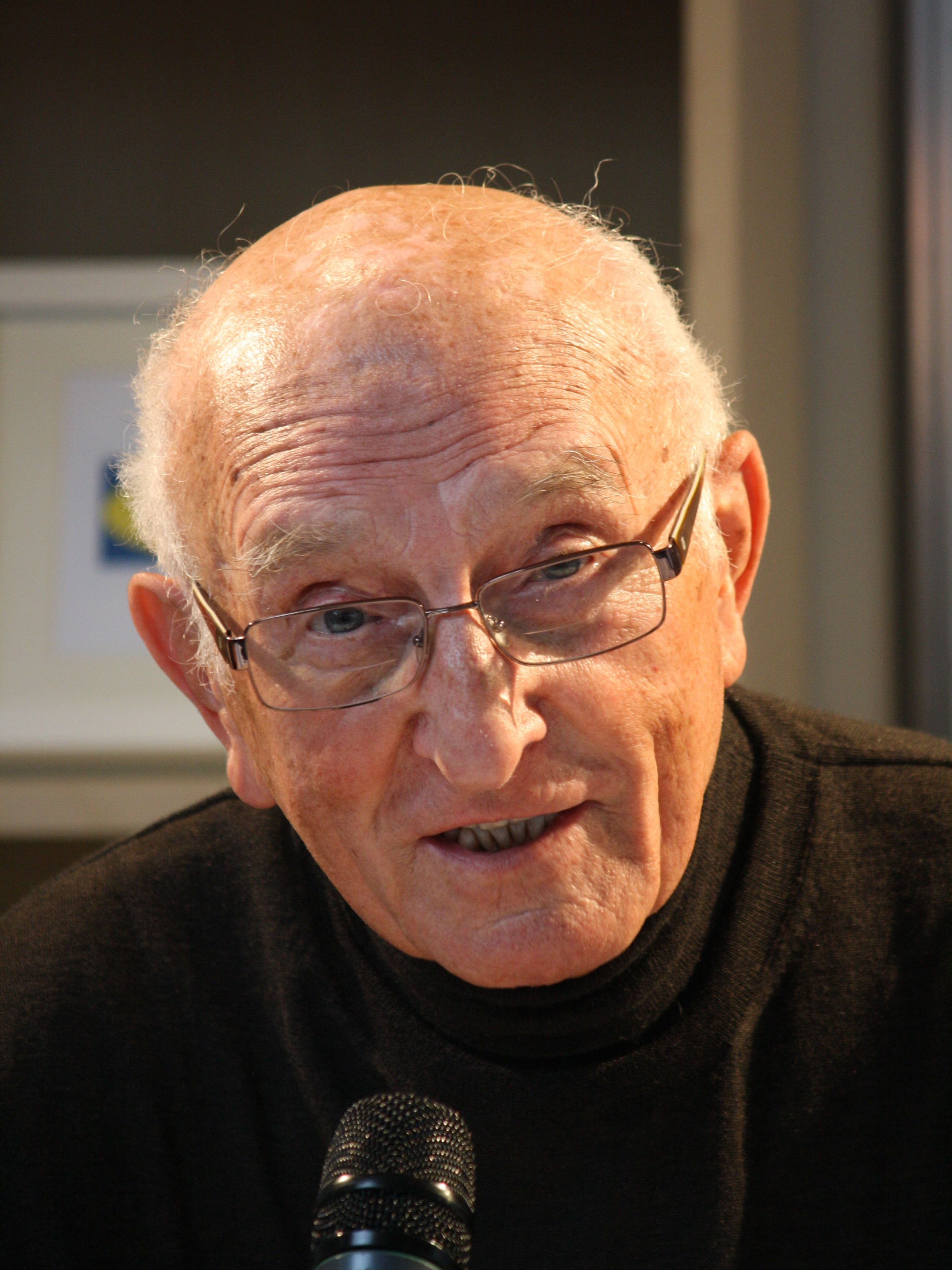
Otakar Brousek († 14. března)

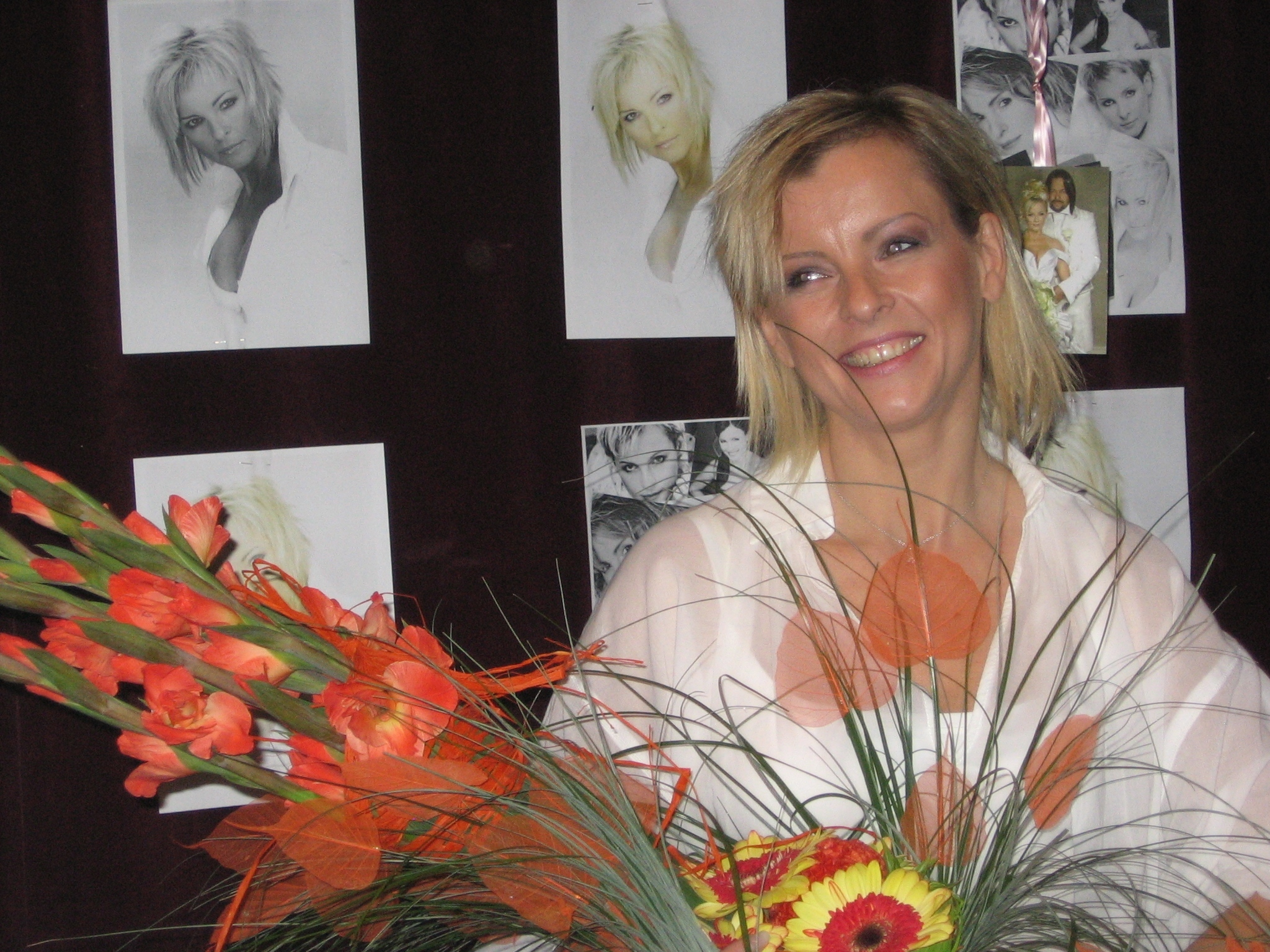
Iveta Bartošová († 29. dubna)

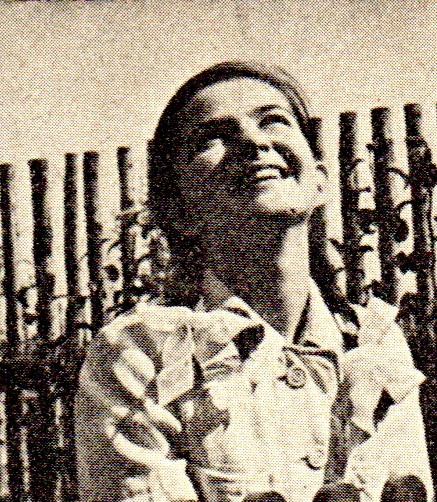
Nataša Tanská († 17. července)

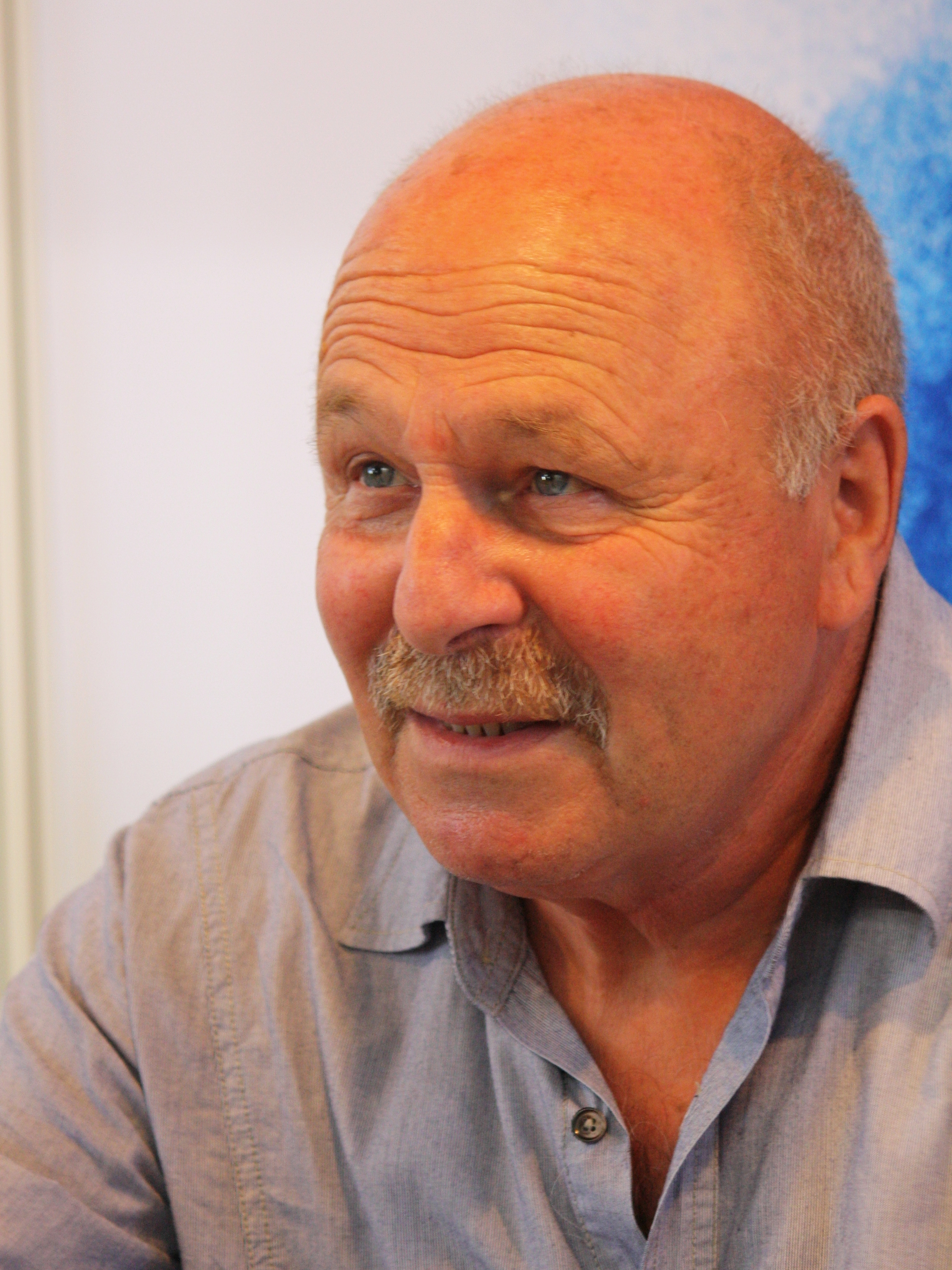
Petr Skoumal († 28. září)

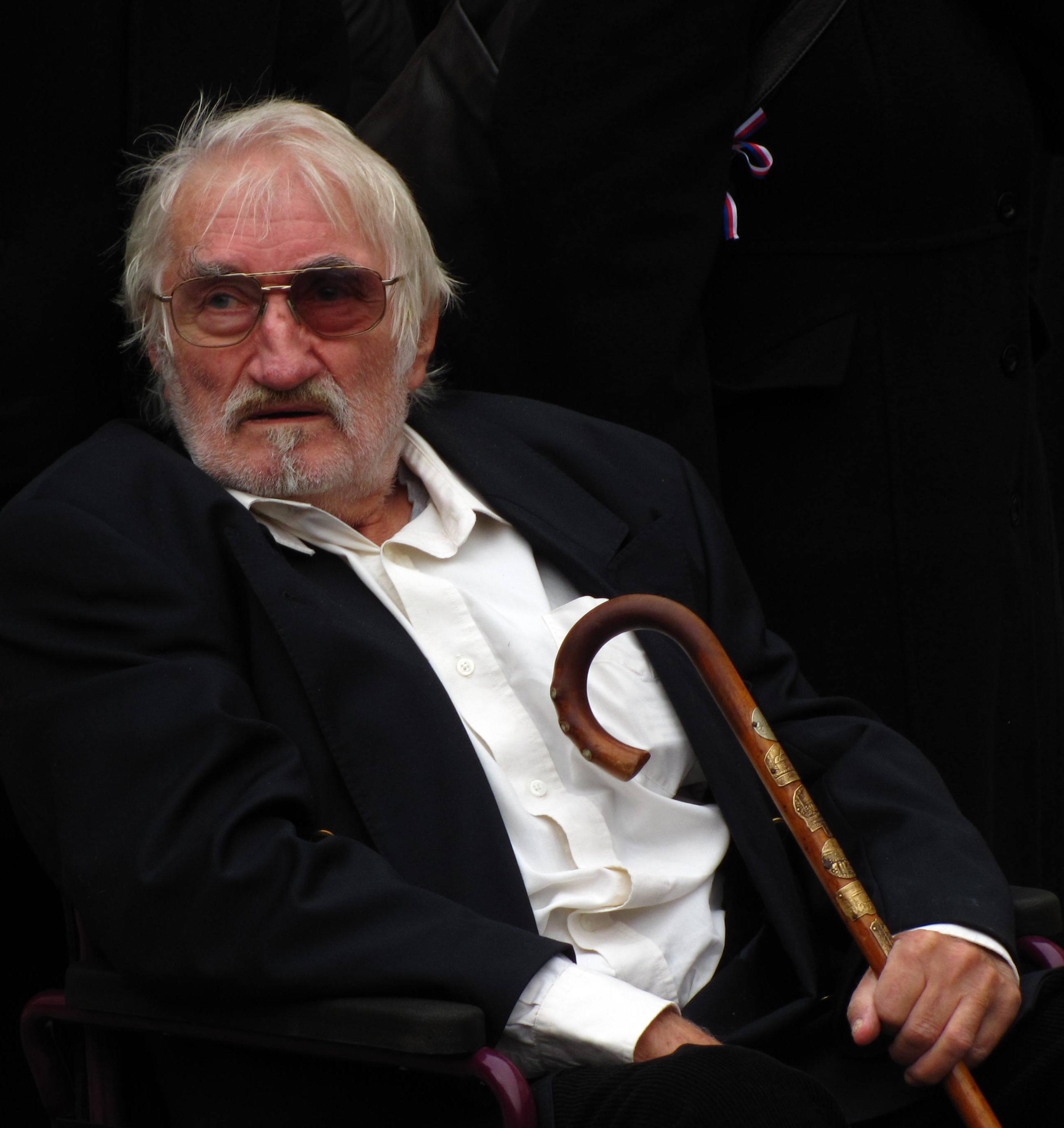
Pavel Landovský († 10. října)

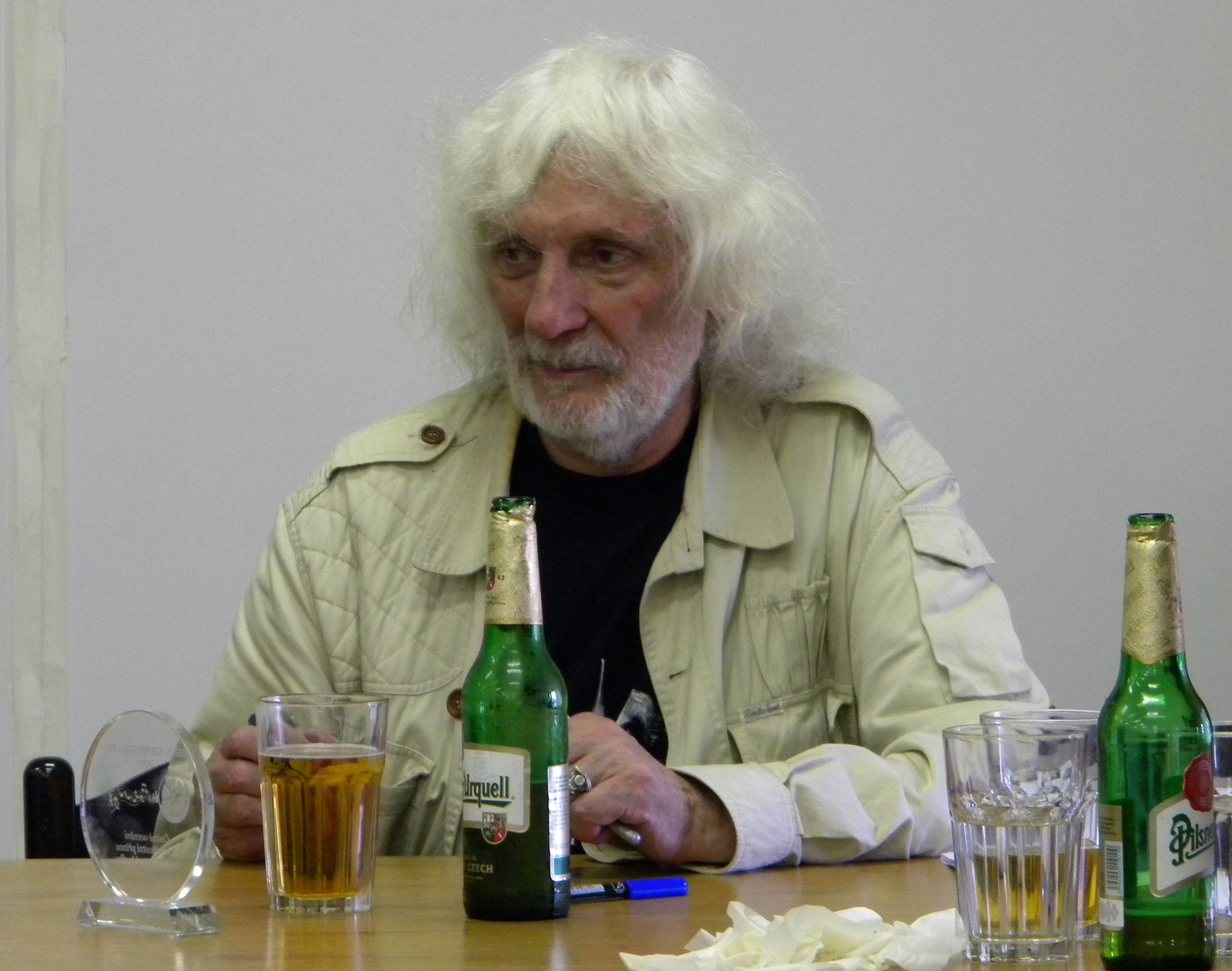
Petr Hapka († 25. listopadu)

- 05. ledna – Josip Kleczek, astronom a sluneční fyzik (* 22. února 1923)
- 06. ledna – Karel Gut, sportovec hokejista, hokejový trenér a funkcionář, 3. předseda ČSLH (* 16. září 1927)
- 07. ledna – Stanislav Hradecký, ekonom, rektor Vysoké školy ekonomické v Praze (* 16. dubna 1928)
- 08. ledna – Ivan Remunda, malíř, grafik a spisovatel (* 28. července 1934)
- 09. ledna – Věra Tichánková, herečka (* 7. prosince 1920)
- 10. ledna – Petr Hlaváček, obuvnický expert, vysokoškolský pedagog a výzkumník (* 23. února 1950)
- 12. ledna – Jiřina Prokšová, herečka (* 11. března 1928)
- 17. ledna – Oldřich Šimáček, výtvarník a scénograf (* 2. září 1919)
- 18. ledna – Milan Kajkl, sportovec hokejista (* 14. května 1950)
- 20. ledna – Milan Schulz, dramatik, prozaik, básník, literární kritik a publicista (* 6. dubna 1930)
- 21. ledna – Karel Fořt, katolický kněz (* 8. listopadu 1921)
- 26. ledna
  - Iva Mojžišová, slovenská teoretička a historička umění (* 4. května 1939)
  - Josef Stejskal, římskokatolický kněz a patnáctý arciděkan v Horní Polici (* 21. ledna 1922)
- 30. ledna
  - Jiří Křeček, patofyziolog (* 11. dubna 1923)
  - Milan Jelínek, jazykovědec a bohemista (* 22. června 1923)
- 31. ledna – Jiří Fiedler, historik, redaktor, překladatel a muzejník (* 4. března 1935)
- 12. února – Vratislav Karel Novák, sochař, šperkař a pedagog (* 13. prosince 1942)
- 13. února – Viktor Růžička, kameraman (* 10. března 1943)
- 16. února – Jaroslav Krejčí, politik, právník, ekonom a sociolog (* 13. února 1916)
- 17. února
  - Tom Zajíček, sociolog a politik (* 25. srpna 1948)
  - Richard Hes, tanečník, herec, režisér a choreograf (* 5. července 1963)
- 19. února
  - Josefina Napravilová, odbojářka, válečná veteránka, zachránkyně dětí (* 21. ledna 1914)
  - Miroslav Štandera, generál, hrdina druhé světové války (* 5. října 1918)
- 23. února – Alice Herzová-Sommerová, klavíristka (* 26. listopadu 1903)
- 26. února – Jiří Litochleb, ložiskový geolog a mineralog (* 29. září 1948)
- 27. února – Richard Sacher, politik a polistopadový federální ministr vnitra (* 1. září 1942)
- 01. března
  - Zdeněk Hajný, malíř a grafik (* 30. ledna 1942)
  - Vojtěch Hurta, výtvarník a řezbář (* 25. března 1943)
- 05. března – Pavel R. Pokorný, knihovník, archivář a heraldik (* 27. května 1947)
- 06. března – Jiří Dadák, závodník v hodu kladivem (* 7. března 1926)
- 08. března – Jaroslav Kerles, karikaturista a ilustrátor (* 3. listopadu 1939)
- 11. března – Vladislav David, profesor mezinárodního práva (* 12. srpna 1927)
- 12. března – Věra Chytilová, filmová režisérka (* 2. února 1929)
- 14. března – Otakar Brousek starší, herec (* 28. září 1924)
- 15. března
  - Jiří Pistorius, literární historik a kritik (* 19. března 1922)
  - Karel Kraus, dramaturg, překladatel, esejista a literární teoretik (* 28. ledna 1920)
- 20. března – Naděžda Sobotková, tanečnice, baletní mistryně a pedagožka (* 20. dubna 1923)
- 23. března
  - Jaroslav Šerých, malíř, grafik a ilustrátor (* 27. února 1928)
  - Miroslav Štěpán, komunistický politik (* 5. srpna 1945)
- 24. března – Zdeněk Kabelka, lékař, pediatr a otorhinolaryngolog (* 15. prosince 1951)
- 25. března – Robert Kopecký, politik, poslanec a starosta (* 18. dubna 1952)
- 29. března – Oldřich Škácha, fotograf (* 16. října 1941)
- 08. dubna
  - Petr Traxler, skifflový a folkový kytarista, mandolinista, skladatel a zpěvák (* 29. září 1948)
  - Alena Hynková, scenáristka, dramaturgyně a režisérka (* 25. května 1947)
- 12. dubna – Jan Chmelík, novinář, konferenciér, publicista a spisovatel (* 11. září 1930)
- 18. dubna – Antonín Molčík, herec (* 8. září 1939)
- 20. dubna – Vladimír Vopálka, právník a vysokoškolský pedagog (* 28. června 1952)
- 24. dubna – Blanka Vítková, operní pěvkyně, mezzosopranistka (* 14. listopadu 1948)
- 29. dubna – Iveta Bartošová, zpěvačka (* 8. dubna 1966)
- 03. května – Bořivoj Srba, divadelní historik, teoretik a kritik, dramaturg a pedagog (* 19. listopadu 1931)
- 09. května – Jiří Kratochvíl, klarinetista, muzikolog, skladatel a hudební pedagog (* 17. srpna 1924)
- 19. května – Adriena Šimotová, malířka (* 6. srpna 1926)
- 24. května – Petr Hach, histolog, embryolog a maltézský rytíř (* 7. června 1941)
- 29. května – Antonín Viktora, jazzový kytarista (* 29. května 1943)
- 31. května – Jiří Bruder, herec (* 13. dubna 1928)
- 03. června – Jaroslav Kaňkovský, herec (* 1. ledna 1944)
- 05. června – Hana Orgoníková, politička v letech 1993–2013 poslankyně Parlamentu ČR (* 8. prosince 1946)
- 14. června – Alexandr Ort, historik a politolog (* 20. září 1926)
- 20. června – Zbyšek Stodůlka, politik (* 19. června 1947)
- 28. června – Ivan Pfaff, historik, publicista a spisovatel (* 6. června 1925)
- 30. června – Jiří Švec, reprezentant v řecko-římském zápase (* 20. listopadu 1935)
- 06. července – Zdeněk Pičman, fotbalový reprezentant (* 23. ledna 1933)
- 13. července – František Fröhlich, překladatel ze severských jazyků (* 13. května 1934)
- 17. července – Nataša Tanská, spisovatelka, novinářka, scenáristka a herečka (* 30. listopadu 1929)
- 20. července – Václav Sloup, herec (* 1. března 1936)
- 29. července – Zdeněk Klanica, archeolog (* 28. listopadu 1938)
- 30. července – Gertruda Grubrová-Goepfertová, malířka, grafička, básnířka a spisovatelka (* 16. dubna 1924)
- 21. července – Eva Vrchotová, herečka a spisovatelka (* 7. května 1910)
- 02. srpna – Alfréd Hampel, tenorista (* 9. října 1939)
- 03. srpna – Jaroslava Hadrabová-Kavková, zpěvačka (Rangers, Spirituál kvintet) (* 21. dubna 1943)
- 05. srpna – Jana Hrdá, zakladatelka osobní asistence pro osoby se zdravotním postižením (* 2. prosince 1953)
- 09. srpna – Jiří Heřt, vědec, lékař-anatom (* 5. dubna 1928)
- 12. srpna – Marta Boháčová, operní pěvkyně (* 8. května 1936)
- 14. srpna – Robert Sak, historik (* 19. ledna 1933)
- 17. srpna
  - Vladimír Knybel, amatérský archeolog a fotograf (* 10. října 1938)
  - Jana Sotonová, reportérka ČT (* 13. března 1986)
- 21. srpna – Bohumila Grögerová, spisovatelka (* 7. srpna 1921)
- 24. srpna – Jindřich Pokorný, spisovatel a překladatel (* 12. dubna 1927)
- 31. srpna
  - Leon Juřica, hudební skladatel a pedagog (* 2. května 1935)
  - Josef Hrnčíř, dirigent (2. dubna 1921)
- 04. září – Joan Riversová, americká herečka (* 8. června 1933)
- 05. září – Karel Černý, filmový architekt a výtvarník (* 7. dubna 1922)
- 07. září – Svatopluk Potáč, ekonom (* 24. března 1925)
- 08. září – Jaroslav Kašpar, historik (* 3. června 1929)
- 09. září – Jaroslav Koliha, malíř (* 12. dubna 1924)
- 10. září – Václav Hálek, hudební skladatel (* 17. března 1937)
- 14. září – Petr Příhoda, pedagog, publicista a psychiatr (* 17. ledna 1939)
- 19. září – Jiří Musílek, pedagog, ochotnický herec, publicista politik (* 18. května 1942)
- 20. září – Zdeněk Hořínek, divadelní teoretik, dramaturg, dramatik a herec (* 15. listopadu 1931)
- 23. září – Daniel Reynek, tiskař a umělecký fotograf (* 9. června 1928)
- 28. září
  - Lubomír Havlák, operní zpěvák (* 27. prosince 1921)
  - Petr Skoumal, hudebník (* 7. března 1938)
- 02. října – Karel Lewit, neurolog slovinského původu (* 25. dubna 1916)
- 04. října – Nina Jiránková, herečka (* 1. říjen 1927)
- 05. října – Milan Kozelka, multimediální umělec, básník, spisovatel a kritik komunistického režimu (* 3. listopadu 1948)
- 07. října – Rudolf Čechura, spisovatel (* 5. února 1931)
- 09. října – Václav Burian, novinář, překladatel, literární kritik a básník (* 28. srpna 1959)
- 10. října – Pavel Landovský, herec a dramatik (* 11. září 1936)
- 12. října
  - Dagmar Špryslová, členka baletu Národního divadla v Praze (* 27. července 1929)
  - Ludmila Freiová, spisovatelka (* 15. března 1926)
  - Jan Schánilec, herec (* 22. října 1941)
- 14. října – Petr Vejvoda, student a hrdina (* 20. května 1998)
- 15. října – Jiří Reynek, překladatel a grafik (* 5. července 1929)
- 19. října – Miloslava Rezková, atletka (* 22. července 1950)
- 28. října – Miloslav Kročil, divadelní herec, recitátor (* 3. listopadu 1941)
- 29. října – Petr Zvolský, psychiatr (* 12. září 1933)
- 02. listopadu – Anna Vejvodová, herečka (* 19. prosince 1925)
- 07. listopadu – Zdeněk Beran, malíř, autor objektů a instalací (* 7. března 1937)
- 15. listopadu – Jiří Urbanec, literární historik (* 25. května 1932)
- 21. listopadu – Zdeněk Bobrovský, basketbalista a trenér (* 1. prosince 1933)
- 25. listopadu – Petr Hapka, skladatel a zpěvák (* 13. května 1944)
- 01. prosince
  - Lenka Zogatová, manažerka a organizátorka akcí alternativní hudby a undergroundu (* 8. června 1956)
  - Jan Schneider, textař, básník, dramatik, scenárista, novinář (* 30. března 1934)
- 09. prosince – Rostislav Kubišta, voják a lesník (* 3. května 1923)
- 11. prosince – Kolja Kubíček, advokát (* 9. srpna 1945)
- 21. prosince – Zdeněk Švehla, operní tenorista (* 16. července 1924)
- 23. prosince – Přemek Podlaha, moderátor (* 13. června 1938)
- 27. prosince – Jaro Křivohlavý, psycholog a spisovatel (* 19. března 1925)
- 28. prosince – Josef Vondruška, básník, prozaik a hudebník (* 18. dubna 1952)

### Svět
- 1. ledna

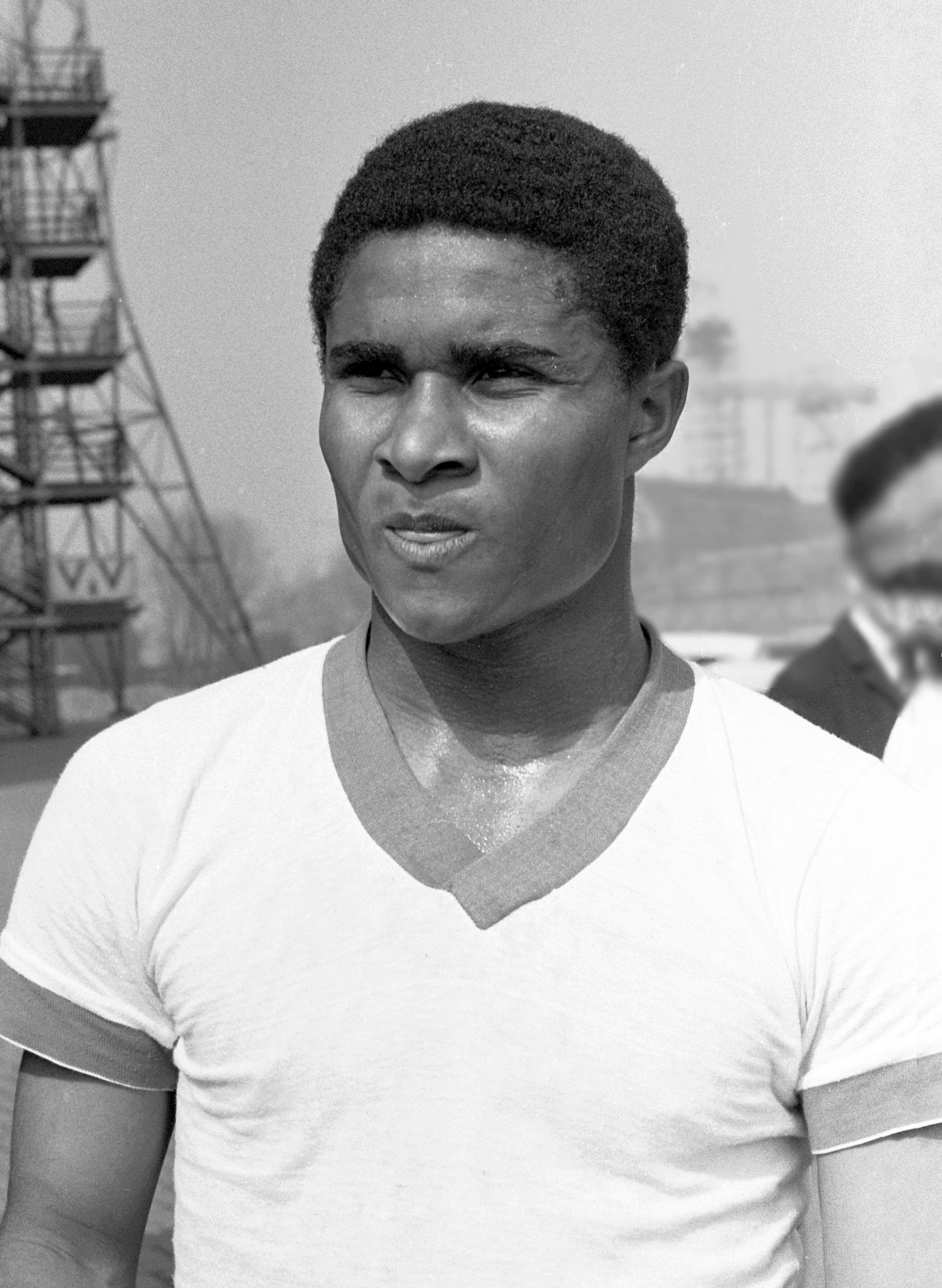
Eusébio († 5. leden)

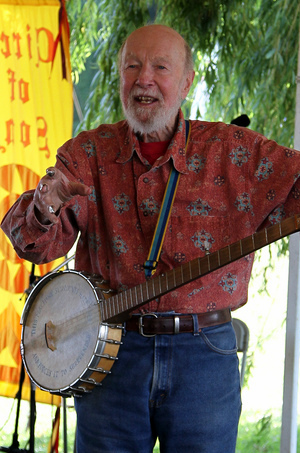
Pete Seeger († 27. leden)

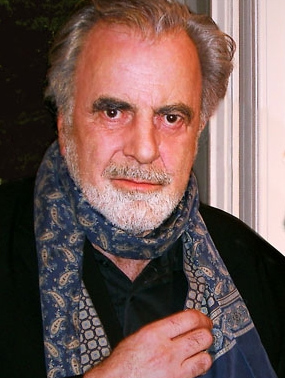
Maximilian Schell († 1. únor)

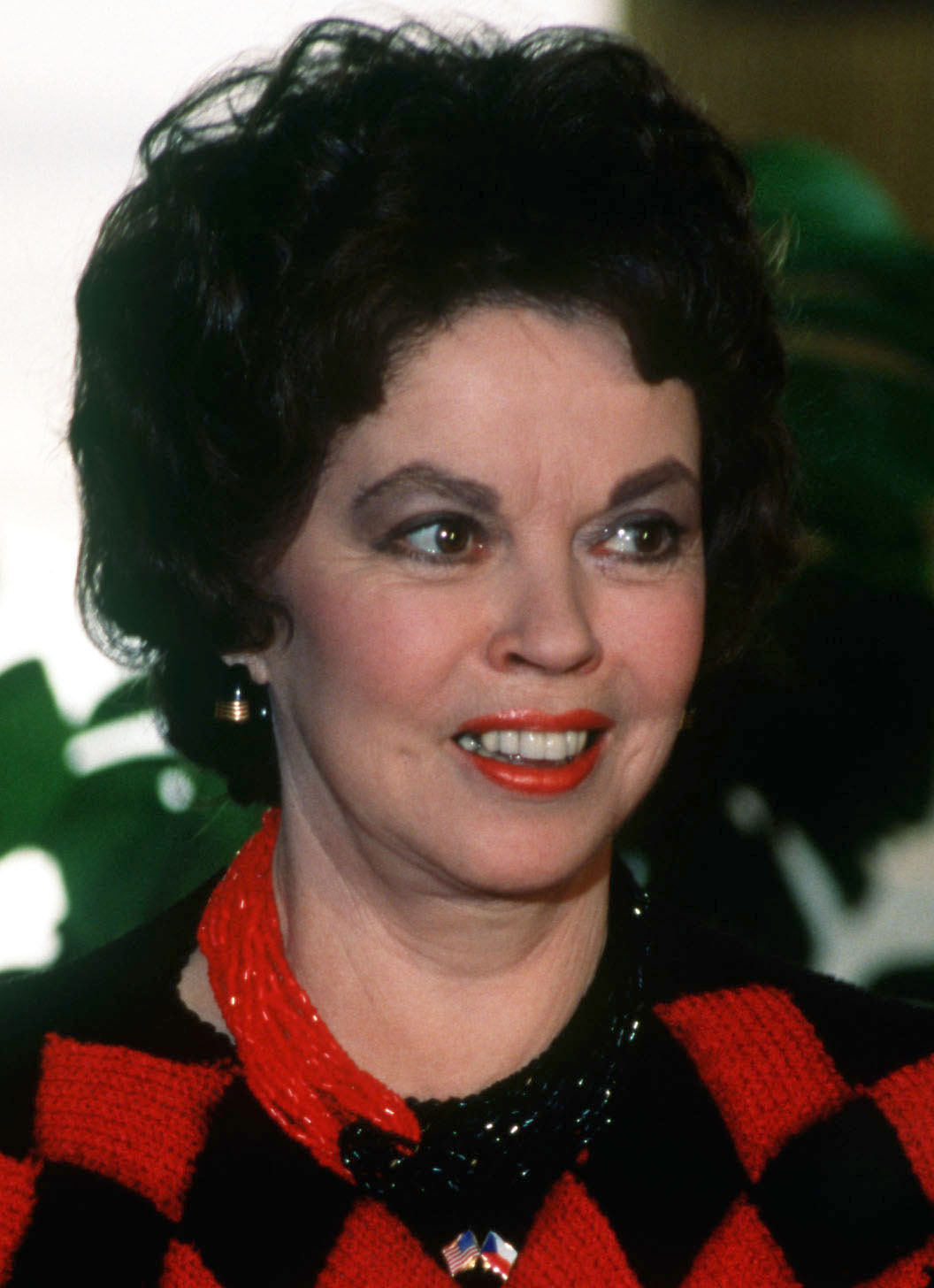
Shirley Temple-Blacková († 10. únor)

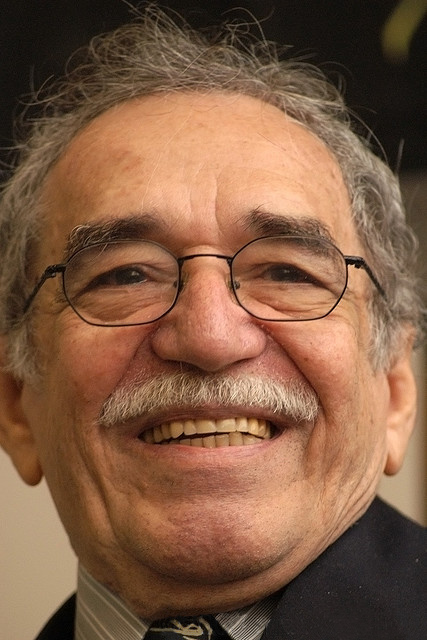
Gabriel García Márquez († 17. duben)

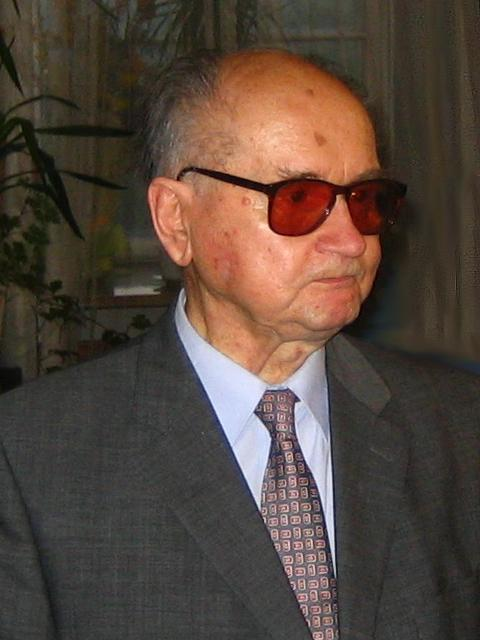
Wojciech Jaruzelski († 25. květen)

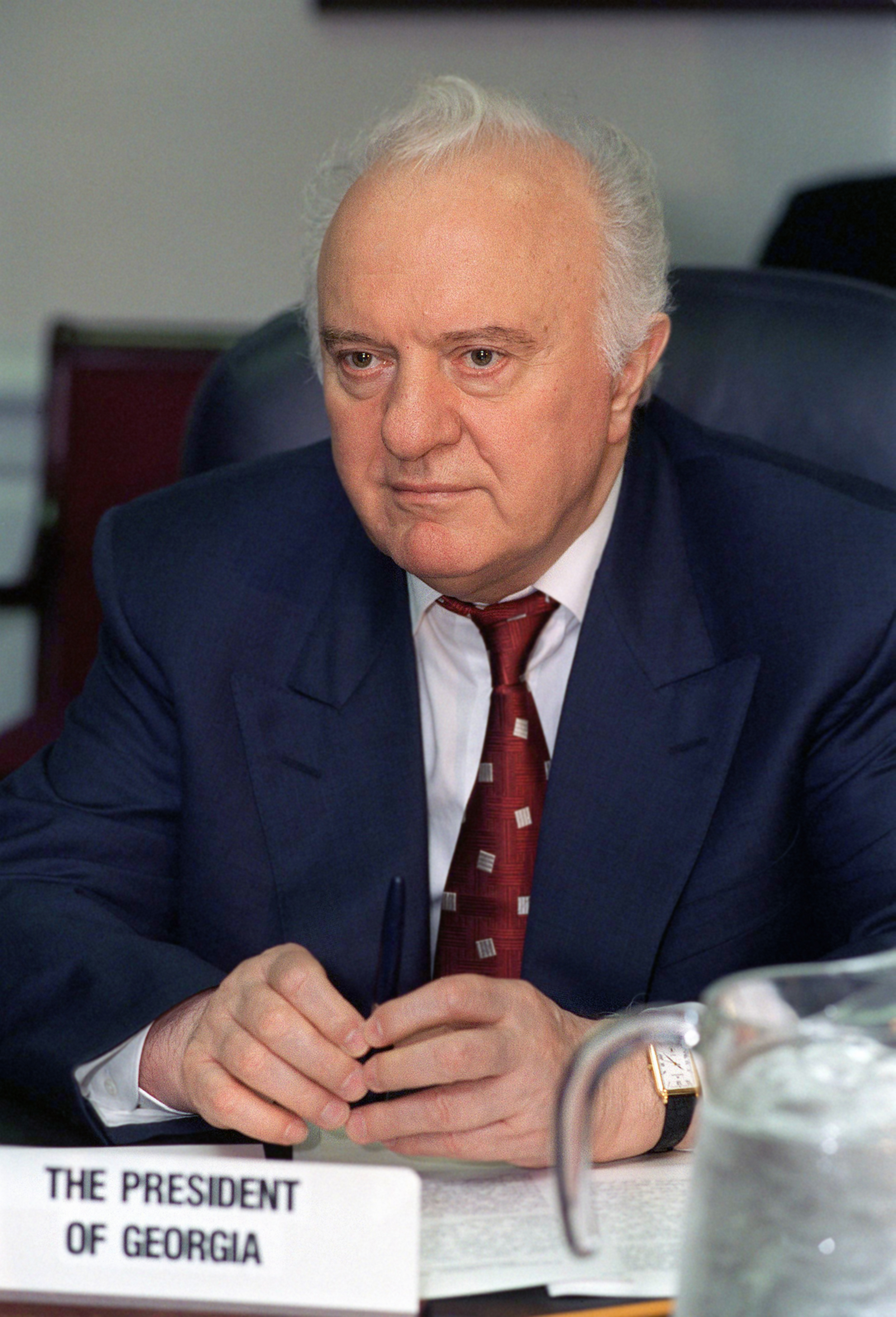
Eduard Ševardnadze († 7. červenec)

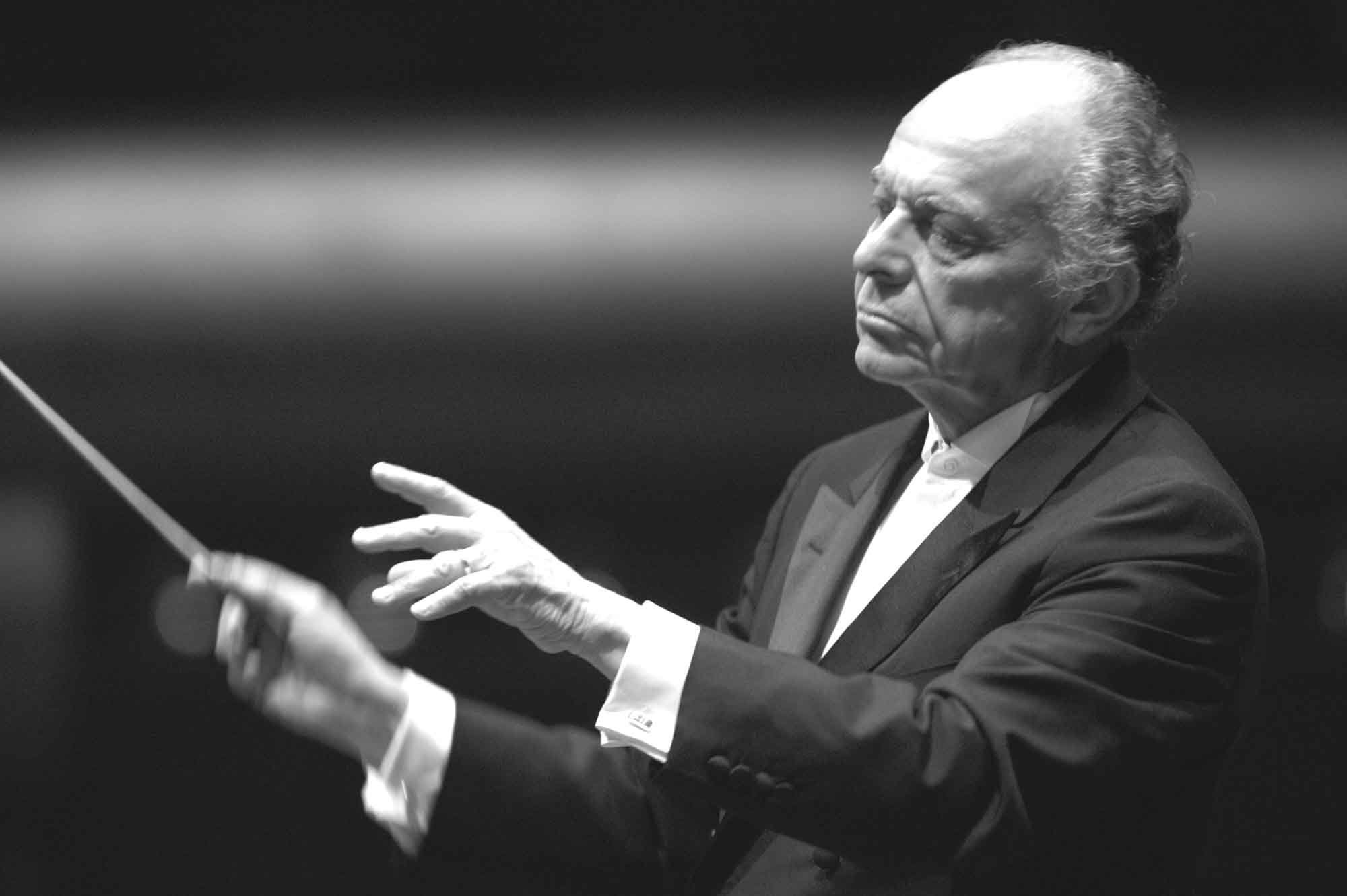
Lorin Maazel († 13. červenec)

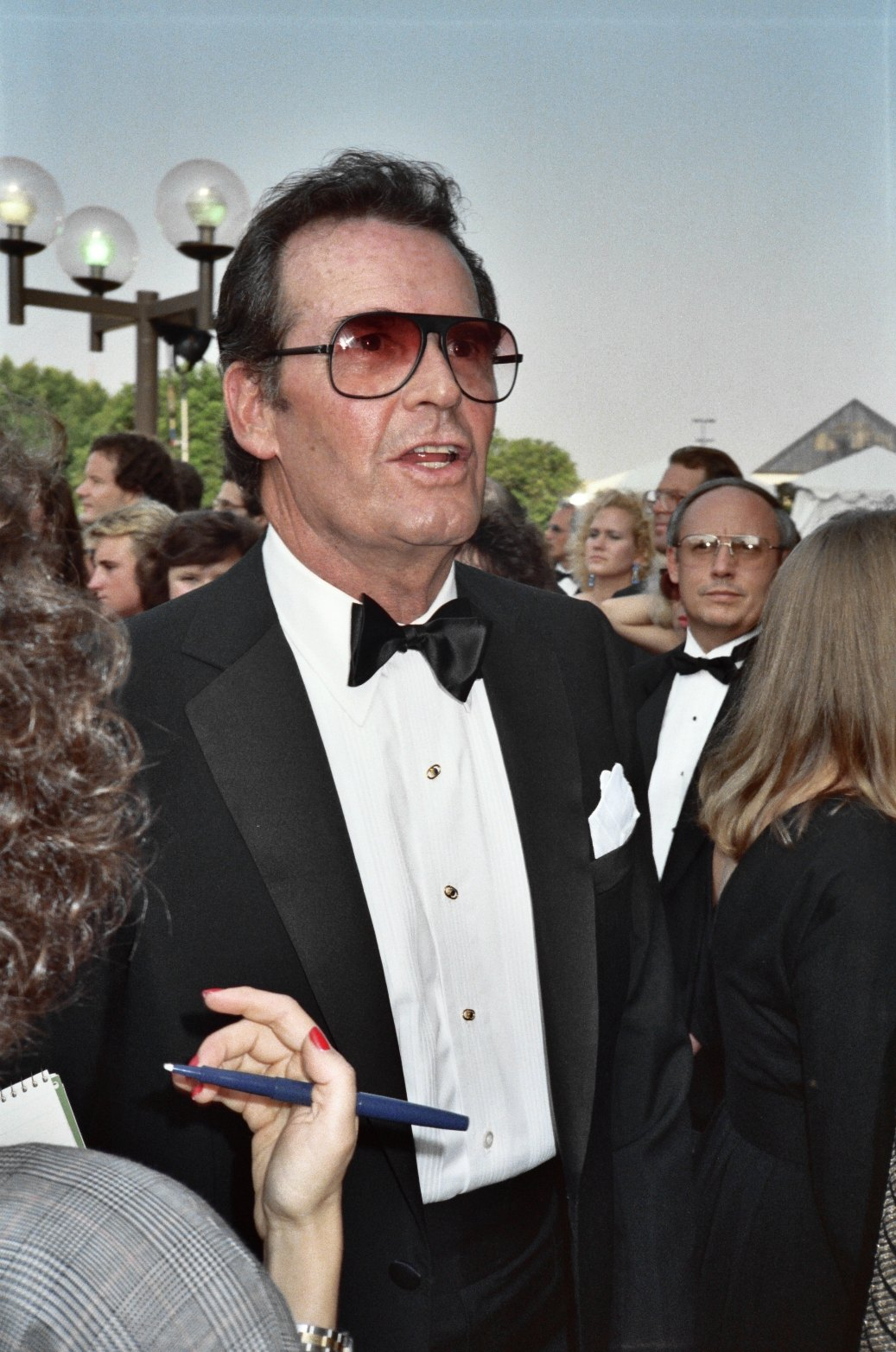
James Garner († 19. červenec)

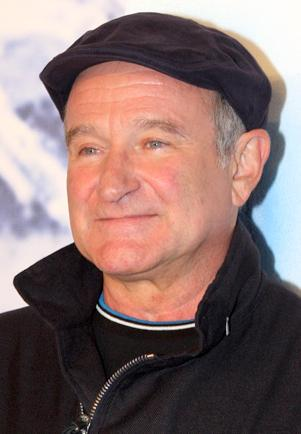
Robin Williams († 11. srpen)

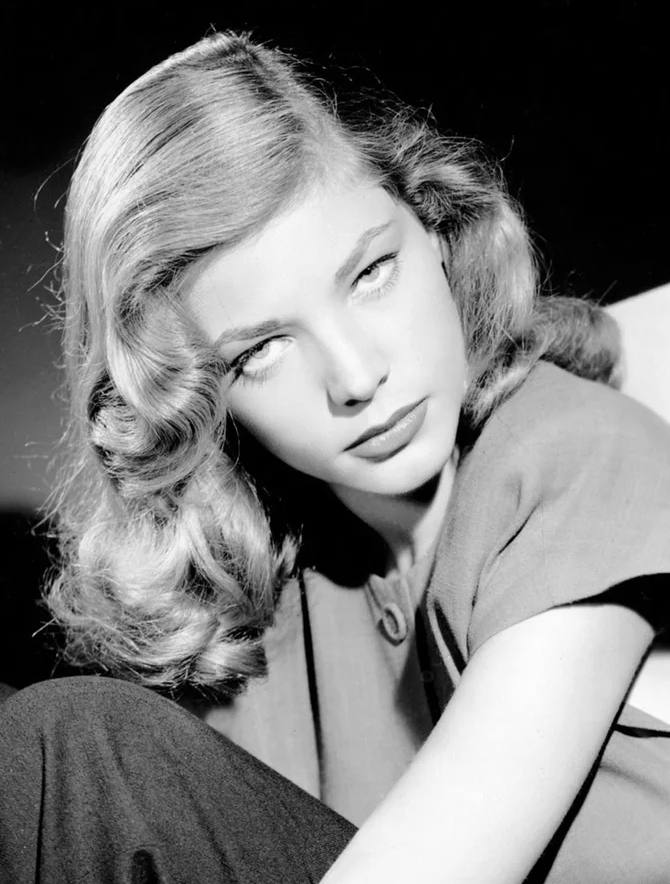
Lauren Bacallová († 12. srpen)

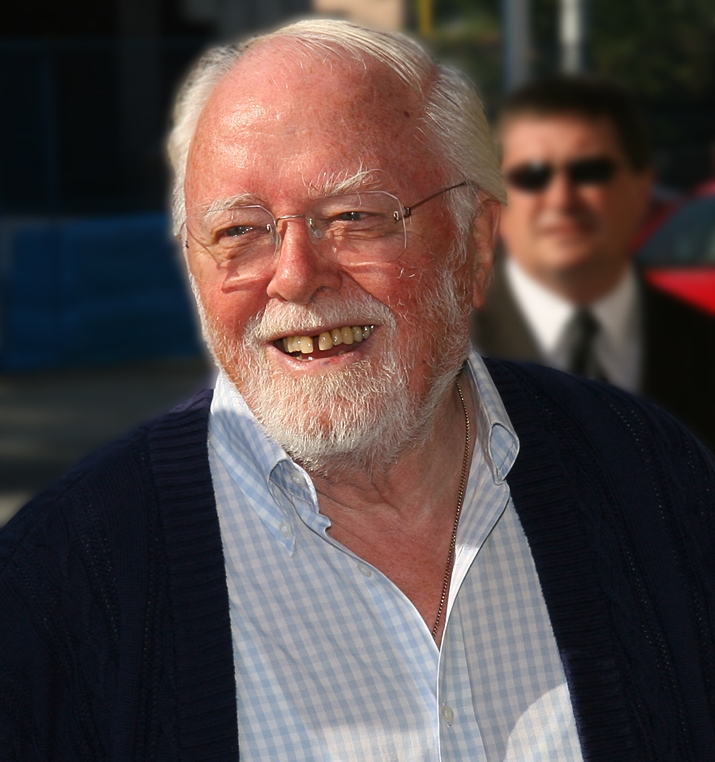
Richard Attenborough († 24. srpen)

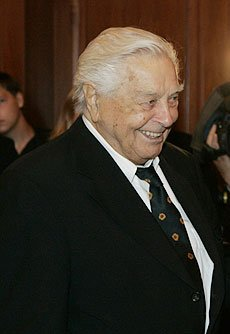
Jurij Ljubimov († 5. říjen)

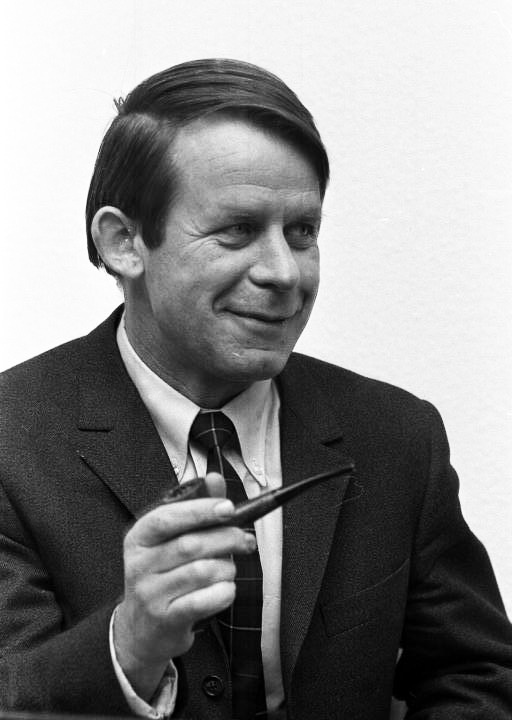
Siegfried Lenz († 7. říjen)

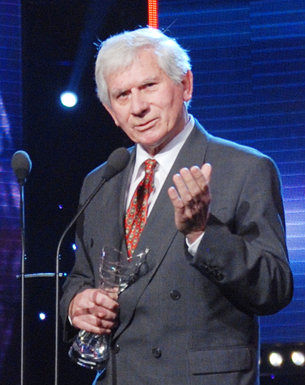
František Kele († 19. říjen)

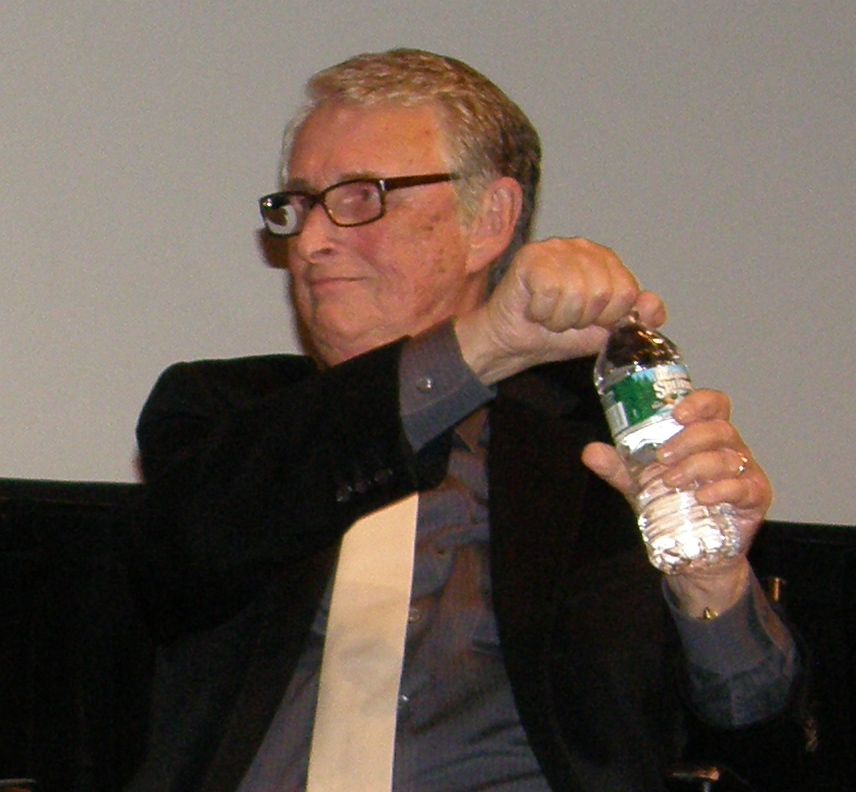
Mike Nichols († 19. listopad)

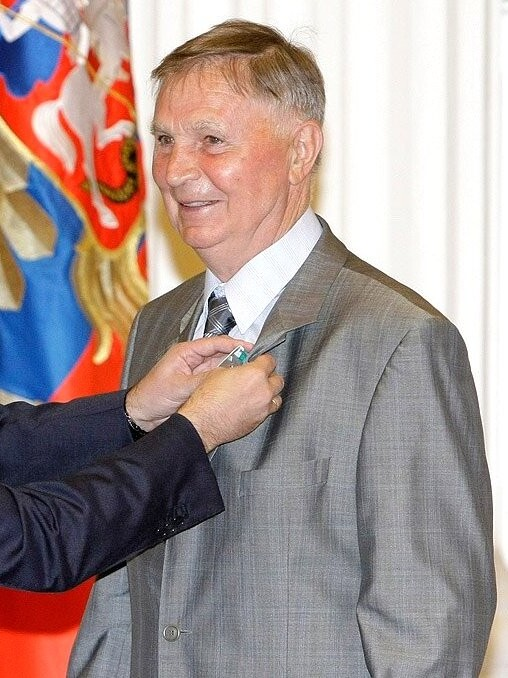
Viktor Tichonov († 24. listopad)

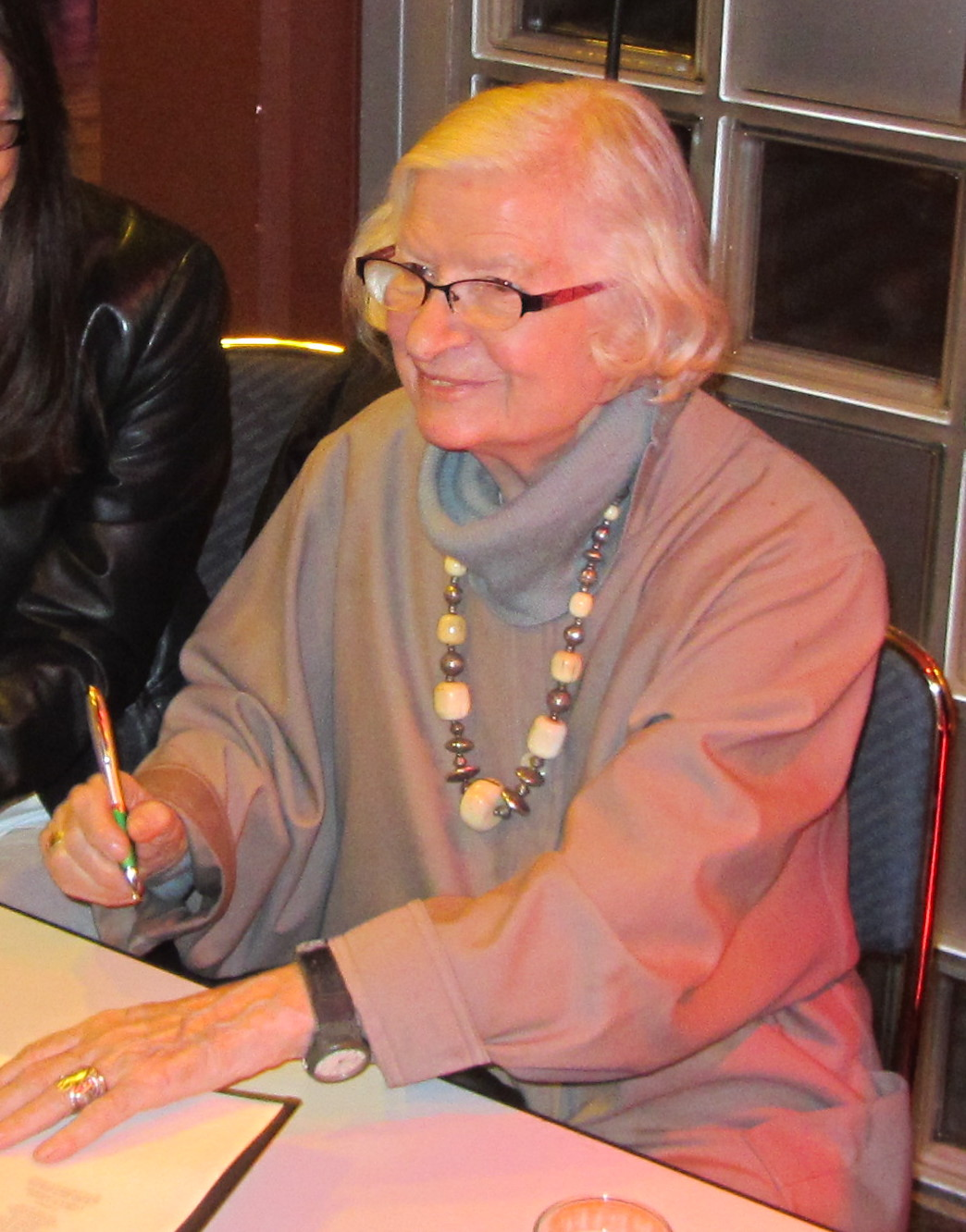
P. D. Jamesová († 27. listopad)

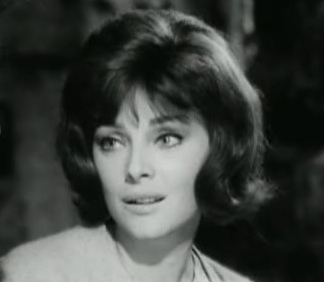
Virna Lisiová († 18. prosinec)

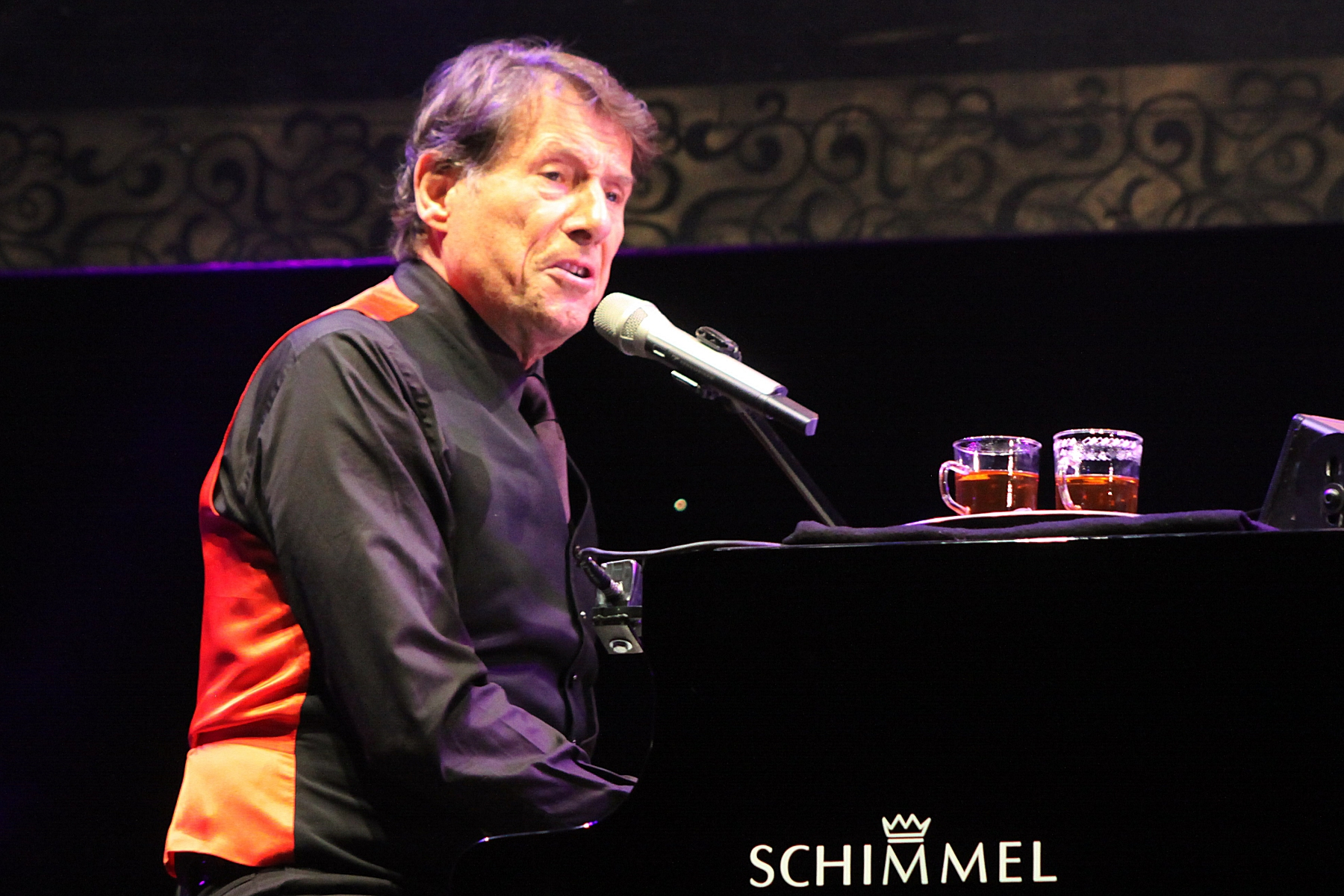
Udo Jürgens († 21. prosinec)

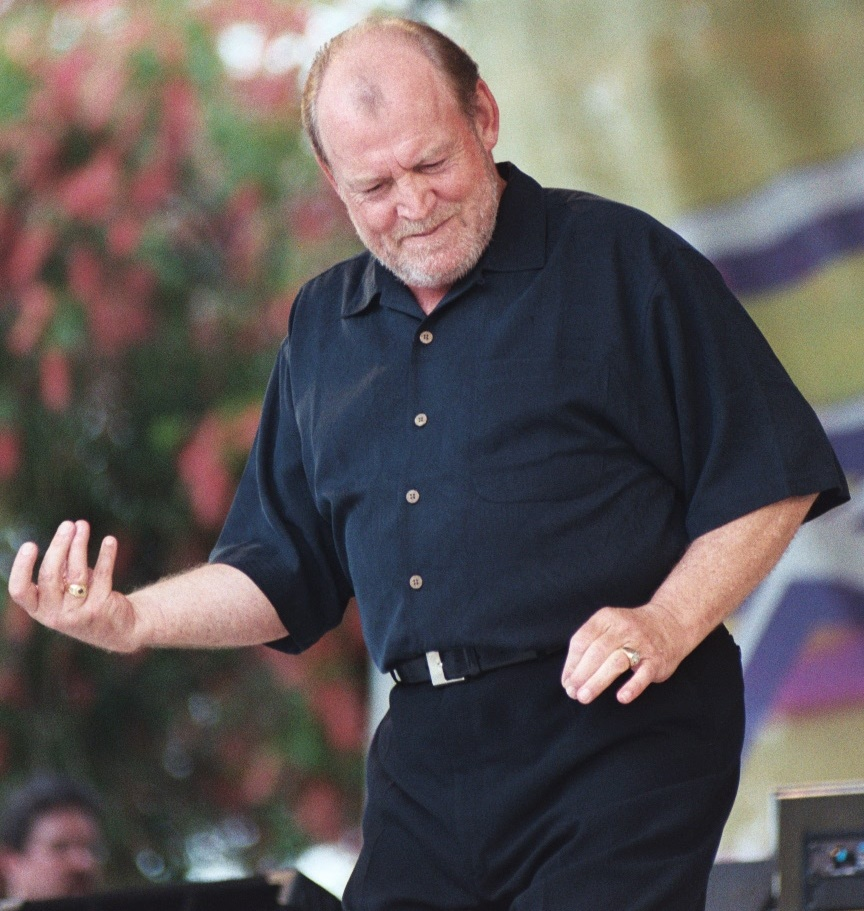
Joe Cocker († 22. prosinec)

  - Herman Pieter de Boer, nizozemský spisovatel, textař a novinář (* 9. února 1928)
  - Džamál al-Džamál, palestinský diplomat, velvyslanec v České republice (2013–2014) (* 1957)
  - Sam Ulano, americký jazzový bubeník (* 12. srpna 1920)
- 3. ledna – Saul Zaentz, americký filmový producent (* 28. února 1921)
- 5. ledna – Eusébio, portugalský fotbalista (* 25. ledna 1942)
- 7. ledna
  - Bernard Maris, francouzský ekonom, spisovatel, novinář (* 23. září 1946)
  - Run Run Shaw, hongkongský mediální magnát a filmový producent (* 23. listopadu 1907)
- 9. ledna
  - Amiri Baraka, americký spisovatel, dramatik, básník, esejista a hudební kritik (* 7. října 1934)
  - Dale T. Mortensen, americký ekonom (* 2. února 1939)
- 10. ledna – Vugar Gašimov, ázerbájdžánský šachista (* 24. července 1986
- 11. ledna – Ariel Šaron, izraelský voják a politik (* 26. února 1928)
- 13. ledna
  - Roscoe Howells, velšský spisovatel, historik a novinář (* 27. října 1919)
  - Ronny Jordan, britský kytarista (* 29. listopadu 1962)
- 14. ledna
  - Juan Gelman, argentinský básník, novinář (* 3. května 1930)
  - Jon Bing, norský právník, spisovatel a pedagog (* 30. dubna 1944)
- 16. ledna – Hiró Onoda, japonský voják z období 2. světové války, který se dlouho skrýval ve filipínské džungli (* 19. března 1922)
- 17. ledna – Joe Evans, americký jazzový saxofonista (* 7. října 1916)
- 18. ledna – Dallas Taylor, americký bubeník (* 7. dubna 1948)
- 19. ledna – Michał Joachimowski, polský atlet (* 26. září 1950)
- 20. ledna – Claudio Abbado, italský dirigent (* 26. června 1933)
- 21. ledna
  - Jocelyn Hay, velšská novinářka (* 30. července 1927)
  - Andrej Chudoba, slovenský spisovatel (* 21. listopadu 1927)
- 23. ledna
  - Riz Ortolani, italský filmový hudební skladatel (* 25. března 1926)
  - Jan Pesman, nizozemský rychlobruslař (* 4. května 1931)
- 24. ledna – Šulamit Aloniová, izraelská politička a levicová aktivistka (* 29. listopadu 1928)
- 25. ledna – Gyula Sax, maďarský šachový velmistr (* 18. června 1951)
- 26. ledna
  - José Emilio Pacheco, mexický spisovatel (* 30. června 1939)
  - Gerald Whitham, britský matematik (* 13. prosince 1927)
- 27. ledna – Peter Seeger, americký hudebník, banjista, zpěvák, skladatel a aktivista (* 3. května 1919)
- 29. ledna – François Cavanna, francouzský spisovatel a novinář (* 22. února 1923)
- 31. ledna – Miklós Jancsó, maďarský filmový režisér (* 27. září 1921)
- 1. února
  - Maximilian Schell, rakouský herec a režisér (* 8. prosince 1930)
  - Luis Aragonés, španělský fotbalový trenér (* 28. července 1938)
  - René Ricard, americký malíř, básník a umělecký kritik (* 23. července 1946)
- 2. února
  - Philip Seymour Hoffman, americký herec (* 23. července 1967)
  - Gerd Albrecht, německý dirigent (* 19. července 1935)
- 3. února – Louise Broughová, americká tenistka (* 11. března 1918)
- 6. února
  - Vasil Biľak, československý komunistický politik slovenského původu (* 11. srpna 1917)
  - Robert A. Dahl, americký politolog (* 17. prosince 1915)
- 8. února – Dick Berk, americký jazzový bubeník (* 22. května 1939)
- 10. února
  - Stuart Hall, britský teoretik kulturálních studií a sociolog (* 3. února 1932)
  - Shirley Temple-Blacková, americká herečka a diplomatka (* 23. dubna 1928)
- 13. února
  - Marty Thau, americký hudební producent a manažer (* 7. prosince 1938)
  - Ralph Waite, americký herec a režisér (* 22. června 1928)
- 14. února – Tom Finney, anglický fotbalista (* 5. dubna 1922)
- 15. února – Cliff Bole, americký režisér (* 9. listopadu 1937)
- 18. února – Bernd Noske, německý zpěvák a bubeník (* 17. srpna 1946)
- 19. února – Valerij Kubasov, sovětský kosmonaut, vědec a konstruktér (* 7. ledna 1935)
- 24. února – Harold Ramis, americký scenárista, režisér, producent, herec (* 21. listopadu 1944)
- 25. února – Paco de Lucía, španělský hudební skladatel a kytarista (* 21. prosince 1947)
- 26. února
  - Dezső Novák, maďarský fotbalista (* 3. února 1939)
  - Paco de Lucía, španělský kytarista a hudební skladatel (* 21. prosince 1947)
- 1. března – Alain Resnais, francouzský filmový režisér (* 3. června 1922)
- 2. března – Ryhor Baradulin, běloruský publicista, překladatel a básník (* 24. února 1935)
- 4. března – Wu Tchien-ming, čínský filmový režisér (* 19. října 1939)
- 5. března – John Uzzell Edwards, velšský expresionistický malíř (* 10. října 1934)
- 6. března – Jean-Louis Bertuccelli, francouzský filmový režisér (* 3. června 1942)
- 8. března – Viktor Šem-Tov, ministr izraelských vlád (* 1. února 1915)
- 12. března – José da Cruz Policarpo, portugalský kardinál (* 26. února 1936)
- 13. března – Al Harewood, americký jazzový bubeník (* 3. června 1923)
- 14. března – Tony Benn, britský politik (* 3. dubna 1925)
- 15. března – Scott Asheton, americký rockový bubeník (* 16. srpna 1949)
- 18. března – Joe Lala, americký hudebník a herec (* 3. listopadu 1947)
- 23. března
  - Geraldo Mattos, brazilský spisovatel (* 28. června 1931)
  - Adolfo Suárez, španělský premiér (* 25. září 1932)
- 30. března
  - Kate O'Mara, anglická televizní, filmová a divadelní herečka (* 10. srpna 1939)
  - Anna Zadrożyńska, polská etnoložka (* 31. května 1938)
- 31. března – Frankie Knuckles, světově známý DJ a hudebník (* 18. ledna 1955)
- 1. dubna
  - Jacques Le Goff, francouzský historik (* 1. ledna 1924)
  - Rolf Rendtorff, německý evangelický teolog (* 10. května 1925)
  - King Fleming, americký jazzový klavírista (* 4. května 1922)
- 2. dubna
  - Glyn Jones, jihoafrický spisovatel, scenárista a herec (* 27. dubna 1931)
  - Urs Widmer, švýcarský spisovatel a překladatel (* 21. května 1938)
- 5. dubna – Wayne Henderson, americký jazzový pozounista (* 24. září 1939)
- 6. dubna – Mickey Rooney, americký herec (* 23. srpna 1920)
- 8. dubna
  - Emmanuel III. Delly, irácký katolický kněz, kardinál (* 27. září 1927)
  - Karlheinz Deschner, německý spisovatel a kritik náboženství (* 23. května 1924)
  - Jozef Repko, slovenský spisovatel-prozaik a dramatik (* 12. října 1940)
- 9. dubna – Svetlana Velmar-Janković, srbská spisovatelka a novinářka (* 1. února 1933)
- 10. dubna
  - Richard Hoggart, britský literární teoretik (* 24. září 1918)
  - Sue Townsendová, britská spisovatelka (* 2. dubna 1946)
- 13. dubna
  - Michael Ruppert, americký spisovatel (* 3. února 1951)
  - Ernesto Laclau, argentinský filozof (* 6. října 1935)
- 14. dubna
  - Armando Peraza, kubánský perkusionista (* 30. května 1924)
  - Ladislav Ballek, slovenský spisovatel, politik a diplomat (* 2. dubna 1941)
- 15. dubna – Ladislav Ballek, slovenský spisovatel, politik a diplomat (* 2. dubna 1941)
- 16. dubna – Ernst Florian Winter, rakouský historik a politolog (* 16. prosince 1923)
- 17. dubna – Gabriel García Márquez, kolumbijský spisovatel, nositel Nobelovy ceny (* 6. března 1927)
- 20. dubna – Rubin Carter, americký boxer, symbol rasové nespravedlnosti (* 6. května 1937)
- 22. dubna – Michael Glawogger, rakouský filmový režisér a scenárista (* 3. prosince 1959)
- 24. dubna
  - Hans Hollein, rakouský designér a architekt (* 30. března 1934)
  - Tadeusz Różewicz, polský básník a dramatik (* 9. října 1921)
- 29. dubna
  - Reuven Feuerstein, izraelský psycholog (* 21. srpna 1921)
  - Bob Hoskins, britský herec (* 26. října 1942)
- 1. května
  - Allen Kent, americký odborník na informatiku (* 24. října 1921)
  - Asaf Dajan, izraelský herec a režisér (* 23. listopadu 1945)
  - Jean-Luc Dehaene, belgický politik (* 7. srpna 1940)
- 2. května – Edita Brestenská, slovenská paleontoložka (* 18. listopadu 1920)
- 3. května
  - Bobby Gregg, americký bubeník a hudební producent (* 30. dubna 1936)
  - Gary Stanley Becker, americký ekonom, nositel Nobelovy ceny (* 2. prosince 1930)
- 4. května – Taťjana Samojlovová, ruská divadelní a filmová herečka (* 4. května 1934)
- 7. května – Farley Mowat, kanadský spisovatel, novinář, přírodovědec a cestovatel (* 12. května 1921)
- 9. května
  - Melvin Patton, americký olympijský vítěz v běhu na 200 metrů (* 16. listopadu 1924)
  - Joe Wilder, americký jazzový trumpetista a skladatel (* 22. února 1922)
- 12. května
  - Marco Cé, italský kněz, benátský patriarcha a kardinál (* 8. července 1925)
  - Ludo Lehen, slovenský malíř (* 3. června 1925)
  - H. R. Giger, švýcarský malíř, sochař a návrhář (* 5. února 1940)
- 15. května – Jean-Luc Dehaene, belgický premiér (* 7. srpna 1940)
- 18. května
  - Wubbo Ockels, nizozemský fyzik, univerzitní profesor a astronaut (* 28. března 1946)
  - Dobrica Ćosić, jugoslávský spisovatel a politik (* 29. prosince 1921)
- 19. května – Jack Brabham, australský automobilový závodník a pilot Formule 1 (* 2. dubna 1926)
- 23. května – Jehudit Hendel, izraelská spisovatelka (* 25. října 1921)
- 25. května – Wojciech Jaruzelski, polský generál a politik (* 6. července 1923)
- 28. května – Maya Angelou, americká spisovatelka (* 4. dubna 1928)
- 30. května – Michael Szameit, německý (NDR) spisovatel (* 29. července 1950)
- 2. června – Duraisamy Simon Lourdusamy, indický kardinál (* 5. února 1924)
- 3. června
  - Željko Šturanović, premiér Černé Hory (* 31. ledna 1960)
  - Svjatoslav Belza, ruský spisovatel, literární a hudební vědec a kritik (* 26. dubna 1942)
- 9. června – Bernard Agré, kněz z Pobřeží slonoviny, arcibiskup Abidžanu, kardinál (* 2. března 1926)
- 11. června – Ruby Dee, americká herečka (* 27. října 1922)
- 12. června – Jimmy Scott, americký jazzový zpěvák (* 17. července 1925)
- 13. června – Gyula Grosics, maďarský fotbalista (* 4. února 1926)
- 14. června – Ultra Violet, francouzsko-americká umělkyně a spisovatelka (* 6. září 1935)
- 15. června
  - Daniel Keyes, americký spisovatel (* 9. srpna 1927)
  - Miško Eveno, slovenský malíř francouzského původu (* 7. listopadu 1934)
- 17. června – Ivan Balaďa, slovenský filmový a televizní režisér a scenárista (* 1. ledna 1936)
- 18. června – Horace Silver, americký jazzový pianista a skladatel (* 2. září 1928)
- 19. června
  - Gerry Goffin, americký textař (* 11. února 1939)
  - Avraham Šalom, ředitel izraelské vnitřní zpravodajské služby Šin bet (* 7. června 1928)
- 21. června – Robert Gardner, americký filmař, režisér a antropolog (* 5. listopadu 1925)
- 22. června – Teenie Hodges, americký kytarista (* 3. června 1946)
- 24. června – Eli Wallach, americký herec (* 7. prosince 1915)
- 27. června – Bobby Womack, americký soulový zpěvák (* 4. března 1944)
- 28. června – Meshach Taylor, americký herec (* 11. dubna 1947)
- 29. června – Paul Horn, americký flétnista (* 17. března 1930)
- 30. června – Paul Mazursky, americký filmový režisér, scenárista a herec (* 25. dubna 1930)
- 1. července – David Greenglass, americký špion a známý manželů Rosenbergových (* 2. března 1922)
- 4. července – Torill Thorstad Haugerová, norská spisovatelka (* 22. listopadu 1943)
- 7. července
  - Alfredo Di Stéfano, argentinsko-španělský fotbalista a trenér (* 4. července 1926)
  - Eduard Ševardnadze, gruzínský prezident (* 25. ledna 1928)
- 11. července
  - Nadine Gordimerová, jihoafrická spisovatelka (* 20. listopadu 1923)
  - Charlie Haden, americký jazzový kontrabasista (* 6. srpna 1937)
  - Tommy Ramone, maďarsko-americký producent a muzikant (* 29. ledna 1949)
- 13. července – Lorin Maazel, americký dirigent, houslista a skladatel (* 6. března 1930)
- 15. července – Gerallt Lloyd Owen, velšský básník (* 6. listopadu 1944)
- 16. července – Johnny Winter, americký bluesový kytarista, zpěvák (* 23. února 1944)
- 17. července – Henry Hartsfield, americký vojenský letec a astronaut (* 23. listopadu 1933)
- 19. července – James Garner, americký herec (* 7. dubna 1928)
- 25. července
  - Ladislav Dobos, slovenský spisovatel, publicista, politik (* 28. října 1930)
  - Carlo Bergonzi, italský operní zpěvák a hudební pedagog (* 13. července 1924)
- 27. července – Francesco Marchisano, italský kardinál (* 25. června 1929)
- 28. července – Theodore Van Kirk, americký voják, poslední žijící člen posádky bombardéru Enola Gay (* 27. února 1921)
- 29. července
  - Idris Muhammad, americký jazzový bubeník (* 13. listopadu 1939)
  - Giorgio Gaslini, italský jazzový klavírista a skladatel (* 22. října 1929)
- 30. července – Dick Wagner, americký rockový kytarista a zpěvák (* 14. prosince 1942)
- 3. srpna – Kenny Drew mladší, americký jazzový pianista (* 14. června 1958)
- 4. srpna – James Brady, asistent amerického prezidenta Reagana a bývalý tiskový mluvčí Bílého domu (* 29. srpna 1940)
- 5. srpna – Angéla Némethová, maďarská olympijská vítězka v hodu oštěpem (* 18. února 1946)
- 8. srpna – Peter Sculthorpe, australský hudební skladatel (* 29. dubna 1929)
- 11. srpna – Robin Williams, americký herec (* 21. července 1951)
- 12. srpna – Lauren Bacallová, americká herečka (* 16. září 1924)
- 13. srpna – Frans Brüggen, nizozemský dirigent, flétnista a muzikolog (* 30. října 1934)
- 15. srpna – Licia Albanese, americká operní sopranistka italského původu (* 22. července 1909)
- 21. srpna
  - Albert Reynolds, irský premiér (* 3. listopadu 1932)
  - Robert Hansen, americký sériový vrah (* 15. února 1939)
- 23. srpna – Jorma Koivulehto, finský lingvista (* 12. října 1934)
- 24. srpna – Richard Attenborough, britský herec a režisér (* 29. srpna 1923)
- 27. srpna – Benno Pludra, německý (NDR) spisovatel (* 1. října 1925)
- 28. srpna – Glenn Cornick, první baskytarista ve skupině Jethro Tull. (* 23. dubna 1947)
- 4. září – Kurt Abels, německý germanista (* 27. listopadu 1928)
- 7. září – Doku Umarov, čečenský islamista a terorista (* 13. dubna 1964)
- 9. září – Igor Kapišinský, slovenský astronom a překladatel (* 4. července 1947)
- 10. září – Richard Kiel, americký herec (* 13. září 1939)
- 11. září – Joachim „Blacky“ Fuchsberger, německý herec a Entertainer(* 11. března 1927)
- 12. září
  - Joe Sample, americký jazzový klavírista (* 1. února 1939)
  - Ian Paisley, předseda vlády Severního Irska (* 6. dubna 1926)
- 20. září – Anatolij Berezovoj, letec z povolání, kosmonaut ze Saljutu 7 (* 11. dubna 1942)
- 22. září – Alexej Jakovlevič Červoněnkis, sovětský a ruský matematik (* 7. září 1938)
- 24. září – Christopher Hogwood, britský dirigent, cembalista a muzikolog (* 10. září 1941)
- 27. září – Gil Aldema, izraelský hudební skladatel a dirigent (* 17. září 1928)
- 28. září – Dannie Abse, velšský básník (* 22. září 1923)
- 29. září – Jozef Nálepka, slovenský partyzán a československý diplomat (* 27. března 1925)
- 1. října – Šlomo Lahat, izraelský generál a politik (* 9. listopadu 1927)
- 2. října – György Lázár, předseda rady ministrů Maďarska (* 15. září 1924)
- 4. října
  - Paul Revere, americký varhaník (* 7. ledna 1938)
  - Jean-Claude Duvalier, haitský diktátor (* 3. července 1951)
  - Konrad Boehmer, německý hudební skladatel (* 24. května 1941)
- 5. října – Jurij Ljubimov, ruský herec a režisér (* 30. září 1917)
- 7. říjen – Siegfried Lenz, německý spisovatel (* 17. března 1926)
- 15. října – Marie Duboisová, francouzská herečka (* 12. ledna 1937)
- 16. října – John Spencer-Churchill, 11. vévoda z Marlborough, britský šlechtic a politik (* 13. dubna 1926)
- 19. října
  - Alfred Wertheimer, americký fotograf (* 16. listopadu 1929)
  - Raphael Ravenscroft, britský saxofonista (* 4. června 1954)
- 20. října – René Burri, švýcarský fotograf (* 9. dubna 1933)
- 23. října – David Redfern, anglický fotograf (* 7. června 1936)
- 25. října – Jack Bruce, britský rockový hudebník (* 14. května 1943)
- 26. října – Daniela Trandžíková, slovenská házenkářka (* 26. října 1956)
- 28. října
  - Erika Weinzierlová, rakouská historička (* 6. června 1925)
  - Daniel Boulanger, francouzský herec, spisovatel, básník a dramatik (* 24. ledna 1922)
  - Galway Kinnell, americký spisovatel (* 1. února 1927)
- 1. listopadu
  - Käbi Lareteiová, estonská klavíristka (* 14. července 1922)
  - Edson Piauí, zavražděný brazilský fotbalový obránce (* 2. prosince 1986)
- 2. listopadu
  - Chris White, americký jazzový kontrabasista (* 6. července 1936)
  - Acker Bilk, anglický jazzový klarinetista (* 28. ledna 1929)
- 5. listopadu – Manitas de Plata, francouzský kytarista (* 7. srpna 1921)
- 6. listopadu – Rick Rosas, americký baskytarista (* 10. září 1949)
- 11. listopadu – Carol Ann Susiová, americká herečka (* 2. února 1952)
- 12. listopadu – Warren Clarke, anglický herec (* 26. dubna 1947)
- 13. listopadu – Alexander Grothendieck, německý matematik (* 28. března 1928)
- 15. listopadu – Lucien Clergue, francouzský fotograf (* 14. srpna 1934)
- 16. listopadu – Serge Moscovici, rumunsko-francouzský sociální psycholog (* 14. června 1925)
- 19. listopadu – Mike Nichols, americký filmový a divadelní režisér německého původu (* 6. listopadu 1931)
- 22. listopadu – Fiorenzo Angelini, italský kardinál (* 1. srpna 1916)
- 24. listopadu
  - Viktor Tichonov, ruský hráč a trenér ledního hokeje (* 4. června 1930)
  - Marietta Uhden, německá sportovní lezkyně a trenérka (* 5. června 1968)
- 27. listopadu
  - Stanisław Mikulski, polský herec (* 1. května 1929)
  - P. D. Jamesová, anglická spisovatelka (* 3. srpna 1920)
  - Jack Kyle, irský ragbista (* 10. února 1926)
- 2. prosince
  - Bobby Keys, americký rockový saxofonista (* 18. prosince 1943)
  - Jean Béliveau, kanadský lední hokejista (* 31. srpna 1931)
- 5. prosince
  - Arthur Leipzig, americký fotograf (* 25. října 1918)
  - Fabiola Belgická, belgická královna (* 11. června 1928)
- 9. prosince
  - Mary Ann Mobleyová, americká herečka (* 17. února 1939)
  - Jorge María Mejía, argentinský kardinál (* 31. ledna 1923)
- 14. prosince
  - Theo Colborn, americká bioložka (* 28. března 1927)
  - Bess Myerson, americká modelka (* 16. července 1924)
- 16. prosince
  - Martin Brasier, anglický paleobiolog a astrobiolog (* 12. dubna 1947)
  - Maurice Duverger, francouzský právník, sociolog a politolog (* 5. června 1917)
- 18. prosince – Virna Lisiová, italská filmová herečka (* 8. listopadu 1936)
- 21. prosince – Udo Jürgens, rakouský zpěvák (* 30. září 1934)
- 22. prosince – Joe Cocker, britský zpěvák (* 20. května 1944)
- 24. prosince – Buddy DeFranco, americký jazzový klarinetista (* 17. února 1923)
- 26. prosince – Leo Tindemans, belgický premiér (* 16. dubna 1922)
- 30. prosince – Luise Rainerová, hollywoodská herečka německého původu (* 12. ledna 1910)
- 31. prosince – Edward Herrmann, americký herec (* 21. července 1943)

## Hlavy států
V tomto seznamu jsou uvedeni pouze představitelé významnějších států.

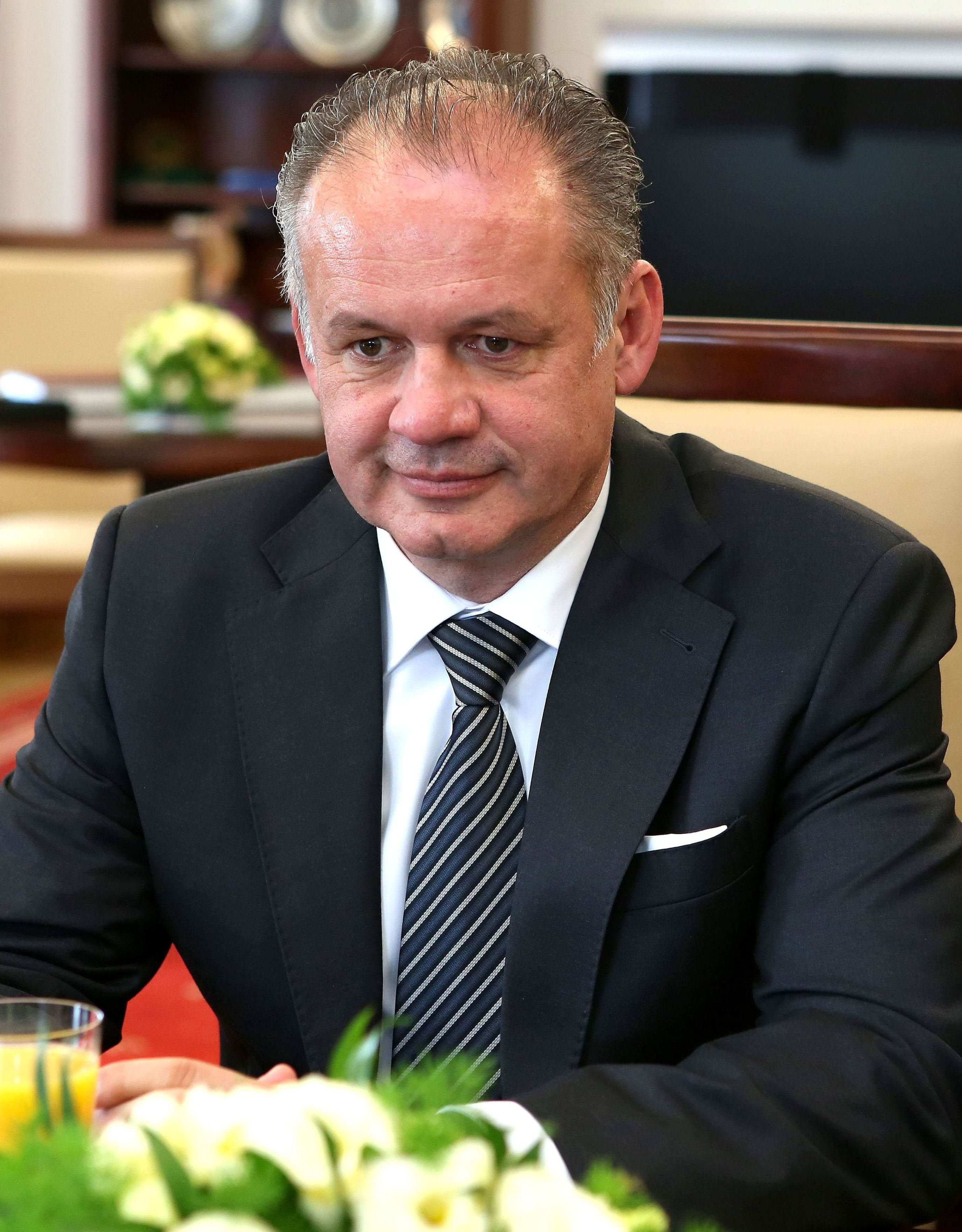
Andrej Kiska se stal slovenským prezidentem

- Belgie – král Filip Belgický (od 2013)
- Brazílie – prezidentka Dilma Rousseffová (2011–2016)
- Čínská lidová republika – Si Ťin-pching (od 2013)
- Česko – prezident Miloš Zeman (2013–2023)
- Dánsko – královna Markéta II. (1972–2024)
- Egypt
  - prozatímní prezident Adlí Mansúr (2013–2014)
  - prezident Abd al-Fattáh as-Sísí (od 2014)
- Francie – prezident François Hollande (2012–2017)
- Indie – prezident Pranab Mukherdží (2012–2017)
- Itálie – prezident Giorgio Napolitano (2006–2015)
- Izrael
  - prezident Šimon Peres (2007–2014)
  - prezident Re'uven Rivlin (2014–2021)
- Japonsko – císař Akihito (1989–2019)
- Jihoafrická republika – prezident Jacob Zuma (2009–2018)
- Kanada – generální guvernér David Johnston (2010–2017)
- Maďarsko – prezident János Áder (2012–2022)
- Mexiko – prezident Enrique Peña Nieto (2012–2018)
- Německo – prezident Joachim Gauck (2012–2017)
- Nizozemsko – král Vilém-Alexandr (od 2013)
- Polsko – prezident Bronisław Komorowski (2010–2015)
- Rakousko – prezident Heinz Fischer (2004–2016)
- Rusko – prezident Vladimir Putin (od 2012)
- Slovensko
  - prezident Ivan Gašparovič (2004–2014)
  - prezident Andrej Kiska (2014–2019)
- Spojené království – královna Alžběta II. (1952–2022)
- Spojené státy americké – prezident Barack Obama (2009–2017)
- Španělsko
  - král Juan Carlos I. (1975–2014)
  - král Filip VI. (od 2014)
- Turecko
  - prezident Abdullah Gül (2007–2014)
  - prezident Recep Tayyip Erdoğan (od 2014)
- Ukrajina
  - prezident Viktor Janukovyč (2010–2014)
  - prozatímní prezident Oleksandr Turčynov
  - prezident Petro Porošenko (2014–2019)
- Vatikán – papež a suverén Vatikánu František (2013–2025)